# Gira de Reconstrucción
La Gira de Reconstrucción es un evento cultural, relacionado con la tauromaquia, promovido por la Fundación del Toro de Lidia en colaboración con distintos organismos del sector taurino para impulsar la celebración de festejos durante el año 2020, como consecuencia del drástico descenso de corridas de toros con motivo de la pandemia Pandemia de enfermedad por coronavirus de 2019-2020 en España.
Este ciclo de festejos dio comienzo el 24 de septiembre de 2020 y se prolongó hasta el día 22 de noviembre, acogiendo un total de veintiún espectáculos taurinos entre corridas de toros, corridas de rejones y novilladas, en plazas tanto de segunda como de tercera categoría.

## Organización
La Gira de Reconstrucción es un ciclo de festejos taurinos promovido por la Fundación del Toro de Lidia con motivo de las consecuencias económicas que la pandemia del Covid-19 plantea sobre el mundo de la tauromaquia en España, ya que se acentuaba el descenso de número espectáculos en el país. Algunos agentes del sector taurino, como la Asociación Nacional de Organizadores de Espectáculos Taurinos (ANOET), cifraban la pérdida económica por no celebrarse algunas de las principales ferias como la de Valencia, Sevilla o Madrid en más de 200 millones de euros durante el primer trimestre del 2020. Además, desde el sector ganadero de toros de lidia calculaban una importante recesión dentro del campo bravo, con un déficit que ronda los 66 millones de euros durante el ejercicio 2020.
La situación social y económica de la tauromaquia motivó la organización de un plan estratégico capaz de recuperar algunas de las plazas de toros de segunda y tercera categoría donde menos actividad taurina se estaba realizando. Por esta razón, y para dinamizar el sector profesional durante el año 2020, se planteó la organización de 21 festejos taurinos en los que se incluyen 15 corridas de toros, 3 corridas de rejones y 3 novilladas. Como particularidad, todos los festejos se realizarían en plazas de tercera categoría - cosos no situados en capitales de provincia - y algunas de segunda de categoría, además con la participación de dos toreros y la lidia de cuatro toros, en vez de tres toreros y seis toros en su formato más habitual.

### Organizadores
La Gira de Reconstrucción estuvo promovida por la Fundación del Toro de Lidia pero contó con la colaboración de distintas empresas y organizaciones relacionadas con la tauromaquia. Entre los principales agentes taurinos destacó la Unión de Criadores de Toros de Lidia, la Asociación Nacional de Organizadores de Espectáculos Taurinos, la Unión de Toreros, la Unión Nacional de Picadores y Banderilleros Españoles, la Asociación Sindical de Profesionales Taurinos y la Asociación Sindical de Mozos de Espadas y Puntilleros. Como empresa colaborada destacó la participación de Movistar Plus, quien a través de su canal temático sobre toros, retransmitió los distintos festejos por televisión.

### Presentación
Aunque algunos medios informativos habían informado del ciclo de festejos previstos dentro de la Gira de Reconstrucción, la presentación oficial del evento tuvo lugar el día 23 de septiembre de 2020 en las instalaciones del Museo Lázaro Galdiano. En el acto de presentación, dirigido por la torero Cristina Sánchez,  participaron el presidente de la Fundación del Toro de Lidia, Victorino Martín, así como el diestro sevillano Pablo Aguado; estando presentes, también, representantes de todos los estamentos del sector taurino: banderilleros, toreros, ´rejoneadores, ganaderos, etc.
En el transcurso de la presentación Cristina Sánchez consideró que este proyecto suponía un hecho histórico "porque el mundo del toro se ha unido" y cómo, a través, de los festejos programados, se pretendía "servir de inicio para frenar una tendencia negativa que el sector taurino arrastraba los últimos años y que el Covid-19 ha acentuado".

### Modificaciones
A lo largo de la Gira de Reconstrucción, por distintos motivos, los organizadores tuvieron que recomponer algunos de los carteles que inicialmente se habían publicado. Las modificaciones se tuvieron que hacer debido al cambio de toreros así como al lugar donde estaba previsto que se celebraran algunos de los festejos programados. 
Entre los cambios más destacados tuvo lugar la entrada del torero cordobés Finito de Córdoba sustituyendo al diestro Sebastián Castella en la corrida programada en la Plaza de toros de Antequera para el día 9 de octubre. Esta decisión vino determinada después de que el torero francés anunciara públicamente la decisión de retirarse de los ruedos.
Asimismo, para la corrida programada para el día 7 de noviembre, causó baja el torero David Mora por haber sufrido un esguince en el tobillo izquierdo; siendo sustituido por Morenito de Aranda. Este mismo cartel sufrió otra modificación importante: el lugar donde tuvo que celebrarse. Inicialmente, la previsión era que tuviera lugar en la Plaza de toros de Sanlúcar de Barrameda pero debido a las restricciones impuestas por la Junta de Andalucía con motivo de la evolución de la pandemia de Covid-19 obligó a la empresa organizadora a trasladar esta corrida de toros a la Plaza de toros de Estepona, en la provincia de Málaga.
A Estepona fueron trasladados también los festejos en los que se anunciaron los rejoneadores Andy Cartagena y Sergio Galán, donde se lidió un encierro de Fermín Bohórquez, así como la corrida vespertina donde actuaron Daniel Luque y Saúl Jiménez Fortes, en la que se estoquearon reses de la ganadería de Montalvo. Por su parte, las novilladas previstas en Fuengirola fueron trasladadas a Herrera del Duque, en la provincia de Badajoz, donde se celebraron el sábado 14 y el domingo 15 de noviembre; advirtiéndose como cambio la sustitución del hierro de Torrestrella por el del Puerto de San Lorenzo y Ventana del Puerto así como la entrada de Manuel Diosleguarde en los carteles, sustituyendo a Fernando Plaza.

### Suspensiones
Durante el transcurso de la Gira de Reconstrucción las empresas participantes tuvieron que modificar las previsiones iniciales de los carteles presentados. De tal modo, con motivo de la evolución de la pandemia de Covid-19 en España así como por las medidas adoptadas por la administración autonómica algunos de los festejos previstos fueron suspendidos. Los carteles afectados por la decisión de la Junta de Andalucía fueron las dos corridas de toros que se iban a celebrar en la Plaza de toros de Aracena, después de haberlos intentando celebrar tanto en Ubrique como en El Bosque, ambas en la provincia de Cádiz.

## Carteles de la Gira de Reconstrucción
La siguiente tabla muestra los carteles de la Gira de Reconstrucción en el cual aparece la programación de todos los festejos taurinos previstos dentro del ciclo: 15 corridas de toros, 3 corridas de rejones y 3 novilladas con picadores. En la información que aparece se incluye, además, el resultado artístico de cada uno de los festejos.
| Día                                | Festejo            | Plaza de toros                      | Lidiador                     | Resultado                | Ganadería                                  | Toro             | Toro   | Observaciones |
| Día                                | Festejo            | Plaza de toros                      | Lidiador                     | Resultado                | Ganadería                                  | Nombre           | Número | Observaciones |
| ---------------------------------- | ------------------ | ----------------------------------- | ---------------------------- | ------------------------ | ------------------------------------------ | ---------------- | ------ | --- |
| 24 de septiembre, jueves           | Corrida de toros   | Plaza de toros de Cabra             | Manuel Escribano             | Oreja                    | Santiago Domecq                            | Cervatillo       | 40     | |
| 24 de septiembre, jueves           | Corrida de toros   | Plaza de toros de Cabra             | Manuel Escribano             | Oreja                    | Santiago Domecq                            | Contento         | 92     | |
| 24 de septiembre, jueves           | Corrida de toros   | Plaza de toros de Cabra             | Román Collado                | Saludos                  | Santiago Domecq                            | Pantera          | 21     | |
| 24 de septiembre, jueves           | Corrida de toros   | Plaza de toros de Cabra             | Román Collado                | Dos orejas               | Santiago Domecq                            | Emperador        | 5      | |
| 25 de septiembre, viernes          | Corrida de toros   | Plaza de toros de Cabra             | Enrique Ponce                | Palmas                   | Juan Pedro Domecq                          | Pícaro           | 74     | |
| 25 de septiembre, viernes          | Corrida de toros   | Plaza de toros de Cabra             | Enrique Ponce                | Dos orejas               | Juan Pedro Domecq                          | Puntillito       | 109    | |
| 25 de septiembre, viernes          | Corrida de toros   | Plaza de toros de Cabra             | Curro Díaz                   | Oreja                    | Juan Pedro Domecq                          | Sobresalto       | 178    | |
| 25 de septiembre, viernes          | Corrida de toros   | Plaza de toros de Cabra             | Curro Díaz                   | Oreja                    | Juan Pedro Domecq                          | Locuelo          | 165    | |
| 1 de octubre, jueves               | Corrida de toros   | Plaza de toros de Úbeda             | El Juli                      | Ovación                  | Garcigrande                                | Gavilán          | 3      | |
| 1 de octubre, jueves               | Corrida de toros   | Plaza de toros de Úbeda             | El Juli                      | Ovación                  | Garcigrande                                | Bizarro          | 28     | |
| 1 de octubre, jueves               | Corrida de toros   | Plaza de toros de Úbeda             | Álvaro Lorenzo               | Dos orejas               | Garcigrande                                | Maniatado        | 110    | |
| 1 de octubre, jueves               | Corrida de toros   | Plaza de toros de Úbeda             | Álvaro Lorenzo               | Ovación                  | Garcigrande                                | Madrileño        | 80     | |
| 2 de octubre, viernes              | Corrida de toros   | Plaza de toros de Úbeda             | Paco Ureña                   | Silencio tras dos avisos | Daniel Ruiz                                | Tirachinas       | 72     | |
| 2 de octubre, viernes              | Corrida de toros   | Plaza de toros de Úbeda             | Paco Ureña                   | Ovación con saludos      | Daniel Ruiz                                | Tirano           | 77     | |
| 2 de octubre, viernes              | Corrida de toros   | Plaza de toros de Úbeda             | Jorge Isiegas                | Oreja                    | Daniel Ruiz                                | Rebujano         | 67     | |
| 2 de octubre, viernes              | Corrida de toros   | Plaza de toros de Úbeda             | Jorge Isiegas                | Silencio tras avisos     | Daniel Ruiz                                | Morisqueto       | 88     | |
| 8 de octubre, jueves               | Corrida de toros   | Plaza de toros de Antequera         | El Fandi                     | Ovación tras aviso       | Hnos. García Jiménez                       | Carcelero        | 59     | |
| 8 de octubre, jueves               | Corrida de toros   | Plaza de toros de Antequera         | El Fandi                     | Oreja tras aviso         | Hnos. García Jiménez                       | Virrey           | 42     | |
| 8 de octubre, jueves               | Corrida de toros   | Plaza de toros de Antequera         | López Simón                  | Oreja                    | Hnos. García Jiménez                       | Catavino         | 127    | |
| 8 de octubre, jueves               | Corrida de toros   | Plaza de toros de Antequera         | López Simón                  | Dos orejas               | Hnos. García Jiménez                       | Ateo             | 43     | |
| 9 de octubre, viernes              | Corrida de toros   | Plaza de toros de Antequera         | Finito de Córdoba            | Dos orejas               | Zalduendo                                  | Baldío           | 171    | |
| 9 de octubre, viernes              | Corrida de toros   | Plaza de toros de Antequera         | Finito de Córdoba            | Dos orejas y rabo        | Zalduendo                                  | Doctor           | 188    | |
| 9 de octubre, viernes              | Corrida de toros   | Plaza de toros de Antequera         | Luis Bolívar                 | Ovación tras aviso       | Zalduendo                                  | Zumaquero        | 40     | |
| 9 de octubre, viernes              | Corrida de toros   | Plaza de toros de Antequera         | Luis Bolívar                 | Oreja                    | Zalduendo                                  | Róbalo           | 97     | |
| 15 de octubre, jueves              | Corrida de rejones | Plaza de toros de Logroño           | Pablo Hermoso de Mendoza     | Oreja                    | El Capea                                   | Canastito        | 30     | |
| 15 de octubre, jueves              | Corrida de rejones | Plaza de toros de Logroño           | Pablo Hermoso de Mendoza     | Ovación                  | El Capea                                   | Pesetero         | 57     | |
| 15 de octubre, jueves              | Corrida de rejones | Plaza de toros de Logroño           | Guillermo Hermoso de Mendoza | Silencio                 | El Capea                                   | Saeta            | 11     | |
| 15 de octubre, jueves              | Corrida de rejones | Plaza de toros de Logroño           | Guillermo Hermoso de Mendoza | Oreja                    | El Capea                                   | Ignorado         | 7      | |
| 22 de octubre, jueves              | Corrida de toros   | Plaza de toros de Barcarrota        | Ginés Marín                  | Oreja                    | El Parralejo                               | Insólito         | 47     | |
| 22 de octubre, jueves              | Corrida de toros   | Plaza de toros de Barcarrota        | Ginés Marín                  | Dos orejas               | El Parralejo                               | Buenaire         | 68     | |
| 22 de octubre, jueves              | Corrida de toros   | Plaza de toros de Barcarrota        | Juan Leal                    | Oreja tras aviso         | El Parralejo                               | Fuguilla         | 85     | |
| 22 de octubre, jueves              | Corrida de toros   | Plaza de toros de Barcarrota        | Juan Leal                    | Oreja tras aviso         | El Parralejo                               | Cañaílla         | 80     | |
| 23 de octubre, viernes             | Corrida de toros   | Plaza de toros de Barcarrota        | Miguel Ángel Perera          | Ovación                  | Fuente Ymbro                               | Malicioso        | 118    | |
| 23 de octubre, viernes             | Corrida de toros   | Plaza de toros de Barcarrota        | Miguel Ángel Perera          | Dos orejas               | Fuente Ymbro                               | Retama           | 22     | |
| 23 de octubre, viernes             | Corrida de toros   | Plaza de toros de Barcarrota        | José Garrido                 | Oreja                    | Fuente Ymbro                               | Taranto          | 149    | |
| 23 de octubre, viernes             | Corrida de toros   | Plaza de toros de Barcarrota        | José Garrido                 | Oreja                    | Fuente Ymbro                               | Zalagarda        | 202    | |
| 25 de octubre, domingo (matinal)   | Corrida de rejones | Plaza de toros de Montoro           | Leonardo Hernández           | Silencio tras dos avisos | Ángel Sánchez y Sánchez                    | Bailador         | 52     | |
| 25 de octubre, domingo (matinal)   | Corrida de rejones | Plaza de toros de Montoro           | Leonardo Hernández           | Ovación tras aviso       | Ángel Sánchez y Sánchez                    | Ranito           | 27     | |
| 25 de octubre, domingo (matinal)   | Corrida de rejones | Plaza de toros de Montoro           | Lea Vicens                   | Ovación                  | Ángel Sánchez y Sánchez                    | Sevillano        | 11     | |
| 25 de octubre, domingo (matinal)   | Corrida de rejones | Plaza de toros de Montoro           | Lea Vicens                   | Oreja                    | Ángel Sánchez y Sánchez                    | Bailador         | 55     | |
| 25 de octubre, domingo             | Corrida de toros   | Plaza de toros de Montoro           | Luis David Adame             | Oreja                    | Alcurrucén                                 | Chavito          | 68     | |
| 25 de octubre, domingo             | Corrida de toros   | Plaza de toros de Montoro           | Luis David Adame             | Ovación                  | Alcurrucén                                 | Peleón           | 135    | |
| 25 de octubre, domingo             | Corrida de toros   | Plaza de toros de Montoro           | Joaquín Galdós               | Oreja                    | Alcurrucén                                 | Rector           | 137    | |
| 25 de octubre, domingo             | Corrida de toros   | Plaza de toros de Montoro           | Joaquín Galdós               | Ovación                  | Alcurrucén                                 | Rompesurcos      | 132    | |
| 30 de octubre, viernes             | Corrida de toros   | Plaza de toros de Aracena           | Diego Urdiales               | -                        | Núñez del Cuvillo                          | -                | -      | Corrida fue suspendida por el avance del Covid |
| 30 de octubre, viernes             | Corrida de toros   | Plaza de toros de Aracena           | Diego Urdiales               | -                        | Núñez del Cuvillo                          | -                | -      | Corrida fue suspendida por el avance del Covid |
| 30 de octubre, viernes             | Corrida de toros   | Plaza de toros de Aracena           | David de Miranda             | -                        | Núñez del Cuvillo                          | -                | -      | Corrida fue suspendida por el avance del Covid |
| 30 de octubre, viernes             | Corrida de toros   | Plaza de toros de Aracena           | David de Miranda             | -                        | Núñez del Cuvillo                          | -                | -      | Corrida fue suspendida por el avance del Covid |
| 31 de octubre, sábado              | Corrida de toros   | Plaza de toros de Aracena           | Pablo Aguado                 | -                        | Jandilla                                   | -                | -      | Corrida fue suspendida por el avance del Covid |
| 31 de octubre, sábado              | Corrida de toros   | Plaza de toros de Aracena           | Pablo Aguado                 | -                        | Jandilla                                   | -                | -      | Corrida fue suspendida por el avance del Covid |
| 31 de octubre, sábado              | Corrida de toros   | Plaza de toros de Aracena           | Rafael Serna                 | -                        | Jandilla                                   | -                | -      | Corrida fue suspendida por el avance del Covid |
| 31 de octubre, sábado              | Corrida de toros   | Plaza de toros de Aracena           | Rafael Serna                 | -                        | Jandilla                                   | -                | -      | Corrida fue suspendida por el avance del Covid |
| 7 de noviembre, sábado             | Corrida de toros   | Plaza de toros de Estepona          | Morenito de Aranda           | Oreja                    | La Quinta                                  | Mielero          | 112    | |
| 7 de noviembre, sábado             | Corrida de toros   | Plaza de toros de Estepona          | Morenito de Aranda           | Dos orejas               | La Quinta                                  | Peluquín         | 31     | |
| 7 de noviembre, sábado             | Corrida de toros   | Plaza de toros de Estepona          | Emilio de Justo              | Oreja                    | La Quinta                                  | Coquinero        | 66     | |
| 7 de noviembre, sábado             | Corrida de toros   | Plaza de toros de Estepona          | Emilio de Justo              | Vuelta al ruedo          | La Quinta                                  | Ballestero       | 22     | |
| 8 de noviembre, domingo (matinal)  | Corrida de rejones | Plaza de toros de Estepona          | Andy Cartagena               | Dos orejas               | Fermín Bohórquez                           | Rumbero          | 4      | |
| 8 de noviembre, domingo (matinal)  | Corrida de rejones | Plaza de toros de Estepona          | Andy Cartagena               | Oreja                    | Fermín Bohórquez                           | Ubicado          | 101    | |
| 8 de noviembre, domingo (matinal)  | Corrida de rejones | Plaza de toros de Estepona          | Sergio Galán                 | Oreja                    | Fermín Bohórquez                           | Tumbado          | 110    | |
| 8 de noviembre, domingo (matinal)  | Corrida de rejones | Plaza de toros de Estepona          | Sergio Galán                 | Oreja                    | Fermín Bohórquez                           | Vocinerro        | 132    | |
| 8 de noviembre, domingo            | Corrida de toros   | Plaza de toros de Estepona          | Daniel Luque                 | Palmas                   | Montalvo                                   | Telégrafo        | 33     | |
| 8 de noviembre, domingo            | Corrida de toros   | Plaza de toros de Estepona          | Daniel Luque                 | Oreja                    | Montalvo                                   | Retoño           | 38     | |
| 8 de noviembre, domingo            | Corrida de toros   | Plaza de toros de Estepona          | Jiménez Fortes               | Oreja                    | Montalvo                                   | Laborioso        | 48     | |
| 8 de noviembre, domingo            | Corrida de toros   | Plaza de toros de Estepona          | Jiménez Fortes               | Oreja                    | Montalvo                                   | Hacendoso        | 46     | |
| 14 de noviembre, sábado            | Novillada          | Plaza de toros de Herrera del Duque | Rafael González              | Oreja                    | Luis Algarra                               | Lentejito        | 34     | Trasladada desde Fuengirola a Herrera del Duque y con una nueva fecha con respecto a la prevista inicialmente, el 13 de noviembre                        |
| 14 de noviembre, sábado            | Novillada          | Plaza de toros de Herrera del Duque | Rafael González              | Dos orejas               | Luis Algarra                               | Olivito          | 26     | Trasladada desde Fuengirola a Herrera del Duque y con una nueva fecha con respecto a la prevista inicialmente, el 13 de noviembre                        |
| 14 de noviembre, sábado            | Novillada          | Plaza de toros de Herrera del Duque | Tomás Rufo                   | Oreja                    | Luis Algarra                               | Campeón          | 84     | Trasladada desde Fuengirola a Herrera del Duque y con una nueva fecha con respecto a la prevista inicialmente, el 13 de noviembre                        |
| 14 de noviembre, sábado            | Novillada          | Plaza de toros de Herrera del Duque | Tomás Rufo                   | Oreja                    | Luis Algarra                               | Rabioso          | 66     | Trasladada desde Fuengirola a Herrera del Duque y con una nueva fecha con respecto a la prevista inicialmente, el 13 de noviembre                        |
| 14 de noviembre, domingo (matinal) | Novillada          | Plaza de toros de Herrera del Duque | Francisco Montero            | Oreja                    | El Pilar                                   | Campito          | 72     | Trasladada desde Fuengirola a Herrera del Duque y con una nueva fecha con respecto a la prevista inicialmente, el 15 de noviembre, en horario de mañana. |
| 14 de noviembre, domingo (matinal) | Novillada          | Plaza de toros de Herrera del Duque | Francisco Montero            | Dos orejas               | El Pilar                                   | Lironito         | 32     | Trasladada desde Fuengirola a Herrera del Duque y con una nueva fecha con respecto a la prevista inicialmente, el 15 de noviembre, en horario de mañana. |
| 14 de noviembre, domingo (matinal) | Novillada          | Plaza de toros de Herrera del Duque | Manuel Diosleguarde          | Oreja                    | El Pilar                                   | Mirillo (2º Bis) | 95     | Trasladada desde Fuengirola a Herrera del Duque y con una nueva fecha con respecto a la prevista inicialmente, el 15 de noviembre, en horario de mañana. |
| 14 de noviembre, domingo (matinal) | Novillada          | Plaza de toros de Herrera del Duque | Manuel Diosleguarde          | Oreja                    | El Pilar                                   | Cigarroso        | 63     | Trasladada desde Fuengirola a Herrera del Duque y con una nueva fecha con respecto a la prevista inicialmente, el 15 de noviembre, en horario de mañana. |
| 15 de noviembre, domingo           | Novillada          | Plaza de toros de Herrera del Duque | Diego San Román              | Oreja                    | Puerto de San Lorenzo y Ventana del Puerto | Orfebre          | 51     | Trasladadas desde Fuengirola a Herrera del Duque, se sustituyó la ganadería anunciada inicialmente, de Torrestrella                                      |
| 15 de noviembre, domingo           | Novillada          | Plaza de toros de Herrera del Duque | Diego San Román              | Oreja                    | Puerto de San Lorenzo y Ventana del Puerto | Inspector        | 64     | Trasladadas desde Fuengirola a Herrera del Duque, se sustituyó la ganadería anunciada inicialmente, de Torrestrella                                      |
| 15 de noviembre, domingo           | Novillada          | Plaza de toros de Herrera del Duque | El Rafi                      | Dos orejas               | Puerto de San Lorenzo y Ventana del Puerto | Engosillo        | 19     | Trasladadas desde Fuengirola a Herrera del Duque, se sustituyó la ganadería anunciada inicialmente, de Torrestrella                                      |
| 15 de noviembre, domingo           | Novillada          | Plaza de toros de Herrera del Duque | El Rafi                      | Oreja                    | Puerto de San Lorenzo y Ventana del Puerto | Langosto         | 122    | Trasladadas desde Fuengirola a Herrera del Duque, se sustituyó la ganadería anunciada inicialmente, de Torrestrella                                      |
| 21 de noviembre, sábado            | Corrida de toros   | Plaza de toros de Logroño           | Pepe Moral                   | Silencio tras dos avisos | Miura                                      | Amapolo          | 18     | |
| 21 de noviembre, sábado            | Corrida de toros   | Plaza de toros de Logroño           | Pepe Moral                   | Silencio tras aviso      | Miura                                      | Arenero          | 34     | |
| 21 de noviembre, sábado            | Corrida de toros   | Plaza de toros de Logroño           | Gómez del Pilar              | Oreja                    | Miura                                      | Berruga          | 68     | |
| 21 de noviembre, sábado            | Corrida de toros   | Plaza de toros de Logroño           | Gómez del Pilar              | Ovación tras aviso       | Miura                                      | Rayito           | 75     | |
| 22 de noviembre, domingo           | Corrida de toros   | Plaza de toros de Logroño           | Octavio Chacón               | Ovación                  | Victorino Martín                           | Mercenario       | 76     | |
| 22 de noviembre, domingo           | Corrida de toros   | Plaza de toros de Logroño           | Octavio Chacón               | Oreja                    | Victorino Martín                           | Bombardero       | 30     | |
| 22 de noviembre, domingo           | Corrida de toros   | Plaza de toros de Logroño           | Rubén Pinar                  | Silencio                 | Victorino Martín                           | Mosaico          | 39     | |
| 22 de noviembre, domingo           | Corrida de toros   | Plaza de toros de Logroño           | Rubén Pinar                  | Silencio                 | Victorino Martín                           | Minueto          | 78     | |
| Fuentes:                           |                    |                                     |                              |                          |                                            |                  |        | |

## Toreros
La siguiente tabla muestra la información taurina y las estadísticas de los espadas actuantes, así como los nombres de los toreros que forman las correspondientes cuadrillas.
| Torero              | Origen                              | Alternativa                                     | Confirmación                         | Escalafón (2019) | Cuadrilla                      | Cuadrilla    | Observaciones |
| Torero              | Origen                              | Alternativa                                     | Confirmación                         | Escalafón (2019) | Torero                         | Categoría    | Observaciones |
| ------------------- | ----------------------------------- | ----------------------------------------------- | ------------------------------------ | ---------------- | ------------------------------ | ------------ | ------------- |
| Álvaro Lorenzo      | Toledo                              | 14 de mayo de 2016, Nimes                       | 25 de mayo de 2017, Las Ventas       | 27.°             | Francisco Javier Sánchez       | Picador      | Picó al 2º    |
| Álvaro Lorenzo      | Toledo                              | 14 de mayo de 2016, Nimes                       | 25 de mayo de 2017, Las Ventas       | 27.°             | Benedicto Cedillo              | Picador      | Picó al 4º    |
| Álvaro Lorenzo      | Toledo                              | 14 de mayo de 2016, Nimes                       | 25 de mayo de 2017, Las Ventas       | 27.°             | Rafael González                | Banderillero | Lidió al 2º   |
| Álvaro Lorenzo      | Toledo                              | 14 de mayo de 2016, Nimes                       | 25 de mayo de 2017, Las Ventas       | 27.°             | José Ignacio Rodríguez         | Banderillero | Lidió al 4º   |
| Álvaro Lorenzo      | Toledo                              | 14 de mayo de 2016, Nimes                       | 25 de mayo de 2017, Las Ventas       | 27.°             | Alberto Zayas                  | Banderillero |               |
| Curro Díaz          | Linares, Jaén                       | 1 de septiembre de 1997, Linares                | 31 de agosto de 2003, Las Ventas     | 18.°             | Luis Viloria                   | Picador      | Picó al 2º    |
| Curro Díaz          | Linares, Jaén                       | 1 de septiembre de 1997, Linares                | 31 de agosto de 2003, Las Ventas     | 18.°             | Agustín Collado                | Picador      | Picó al 4º    |
| Curro Díaz          | Linares, Jaén                       | 1 de septiembre de 1997, Linares                | 31 de agosto de 2003, Las Ventas     | 18.°             | Óscar Castellanos              | Banderillero | Lidió al 2º   |
| Curro Díaz          | Linares, Jaén                       | 1 de septiembre de 1997, Linares                | 31 de agosto de 2003, Las Ventas     | 18.°             | Juan Carlos García             | Banderillero | Lidió al 4º   |
| Curro Díaz          | Linares, Jaén                       | 1 de septiembre de 1997, Linares                | 31 de agosto de 2003, Las Ventas     | 18.°             | Lebrija                        | Banderillero |               |
| Daniel Luque        | Gerena, Sevilla                     | 24 de mayo de 2007, Nimes                       | 5 de junio de 2008, Las Ventas       | 21.°             | Juan de Dios Quinta            | Picador      | Picó el 1º    |
| Daniel Luque        | Gerena, Sevilla                     | 24 de mayo de 2007, Nimes                       | 5 de junio de 2008, Las Ventas       | 21.°             | José Manuel García             | Picador      | Picó el 3º    |
| Daniel Luque        | Gerena, Sevilla                     | 24 de mayo de 2007, Nimes                       | 5 de junio de 2008, Las Ventas       | 21.°             | Juan Contreras                 | Banderillero | Lidió el 1º   |
| Daniel Luque        | Gerena, Sevilla                     | 24 de mayo de 2007, Nimes                       | 5 de junio de 2008, Las Ventas       | 21.°             | Raúl Caricol                   | Banderillero | Lidió el 3º   |
| Daniel Luque        | Gerena, Sevilla                     | 24 de mayo de 2007, Nimes                       | 5 de junio de 2008, Las Ventas       | 21.°             | Juan Cantora                   | Banderillero |               |
| David de Miranda    | Trigueros, Huelva                   | 5 de agosto de 2016, Huelva                     | 24 de mayo de 2019, Las Ventas       | 19.°             | -                              | Picador      | -             |
| David de Miranda    | Trigueros, Huelva                   | 5 de agosto de 2016, Huelva                     | 24 de mayo de 2019, Las Ventas       | 19.°             | -                              | Picador      | -             |
| David de Miranda    | Trigueros, Huelva                   | 5 de agosto de 2016, Huelva                     | 24 de mayo de 2019, Las Ventas       | 19.°             | -                              | Banderillero | --            |
| David de Miranda    | Trigueros, Huelva                   | 5 de agosto de 2016, Huelva                     | 24 de mayo de 2019, Las Ventas       | 19.°             | -                              | Banderillero | -             |
| David de Miranda    | Trigueros, Huelva                   | 5 de agosto de 2016, Huelva                     | 24 de mayo de 2019, Las Ventas       | 19.°             | -                              | Banderillero | -             |
| Diego Urdiales      | Arnedo, La Rioja                    | 15 de agosto de 1999, Dax                       | 8 de julio de 2001, Las Ventas       | 23.°             | -                              | Picador      | -             |
| Diego Urdiales      | Arnedo, La Rioja                    | 15 de agosto de 1999, Dax                       | 8 de julio de 2001, Las Ventas       | 23.°             | -                              | Picador      | -             |
| Diego Urdiales      | Arnedo, La Rioja                    | 15 de agosto de 1999, Dax                       | 8 de julio de 2001, Las Ventas       | 23.°             | -                              | Banderillero | -             |
| Diego Urdiales      | Arnedo, La Rioja                    | 15 de agosto de 1999, Dax                       | 8 de julio de 2001, Las Ventas       | 23.°             | -                              | Banderillero | -             |
| Diego Urdiales      | Arnedo, La Rioja                    | 15 de agosto de 1999, Dax                       | 8 de julio de 2001, Las Ventas       | 23.°             | -                              | Banderillero | -             |
| El Fandi            | Granada                             | 18 de junio de 2000, Granada                    | 17 de mayo de 2002, Las Ventas       | 10.°             | Manuel José Bernal             | Picador      | Picó al 1º    |
| El Fandi            | Granada                             | 18 de junio de 2000, Granada                    | 17 de mayo de 2002, Las Ventas       | 10.°             | Manuel Sánchez                 | Picador      | Picó al 3º    |
| El Fandi            | Granada                             | 18 de junio de 2000, Granada                    | 17 de mayo de 2002, Las Ventas       | 10.°             | Diego Vicente                  | Banderillero | Lidió al 1º   |
| El Fandi            | Granada                             | 18 de junio de 2000, Granada                    | 17 de mayo de 2002, Las Ventas       | 10.°             | Curro Jiménez                  | Banderillero | Lidió al 3º   |
| El Fandi            | Granada                             | 18 de junio de 2000, Granada                    | 17 de mayo de 2002, Las Ventas       | 10.°             | Domingo Valencia               | Banderillero |               |
| El Juli             | Madrid                              | 18 de septiembre de 1998, Nimes                 | 17 de mayo de 2000, Las Ventas       | 1.°              | José Antonio Barroso           | Picador      | Picó el 1º    |
| El Juli             | Madrid                              | 18 de septiembre de 1998, Nimes                 | 17 de mayo de 2000, Las Ventas       | 1.°              | Salvador Núñez                 | Picador      | Picó el 3º    |
| El Juli             | Madrid                              | 18 de septiembre de 1998, Nimes                 | 17 de mayo de 2000, Las Ventas       | 1.°              | Álvaro Montes                  | Banderillero | Lidió el 1º   |
| El Juli             | Madrid                              | 18 de septiembre de 1998, Nimes                 | 17 de mayo de 2000, Las Ventas       | 1.°              | José María Soler               | Banderillero | Lidió el 3º   |
| El Juli             | Madrid                              | 18 de septiembre de 1998, Nimes                 | 17 de mayo de 2000, Las Ventas       | 1.°              | José Núñez                     | Banderillero |               |
| Emilio de Justo     | Torrejoncillo, Cáceres              | 26 de mayo de 2007, Cáceres                     | 29 de mayo de 2008, Las Ventas       | 12.°             | Germán González                | Picador      | Picó al 2º    |
| Emilio de Justo     | Torrejoncillo, Cáceres              | 26 de mayo de 2007, Cáceres                     | 29 de mayo de 2008, Las Ventas       | 12.°             | Juan Bernal                    | Picador      | Picó al 4º    |
| Emilio de Justo     | Torrejoncillo, Cáceres              | 26 de mayo de 2007, Cáceres                     | 29 de mayo de 2008, Las Ventas       | 12.°             | Morenito de Arlés              | Banderillero | Lidió al 2º   |
| Emilio de Justo     | Torrejoncillo, Cáceres              | 26 de mayo de 2007, Cáceres                     | 29 de mayo de 2008, Las Ventas       | 12.°             | Ángel Gómez Escorial           | Banderillero | Lidió al 4º   |
| Emilio de Justo     | Torrejoncillo, Cáceres              | 26 de mayo de 2007, Cáceres                     | 29 de mayo de 2008, Las Ventas       | 12.°             | Pérez Valcárcel                | Banderillero |               |
| Enrique Ponce       | Chiva, Valencia                     | 16 de marzo de 1990, Valencia                   | 30 de septiembre de 1990, Las Ventas | 16.°             | Manuel Quinta                  | Picador      | Picó el 1º    |
| Enrique Ponce       | Chiva, Valencia                     | 16 de marzo de 1990, Valencia                   | 30 de septiembre de 1990, Las Ventas | 16.°             | José Palomares                 | Picador      | Picó el 3º    |
| Enrique Ponce       | Chiva, Valencia                     | 16 de marzo de 1990, Valencia                   | 30 de septiembre de 1990, Las Ventas | 16.°             | Luis Fernández “Jocho”         | Banderillero | Lidió el 1º   |
| Enrique Ponce       | Chiva, Valencia                     | 16 de marzo de 1990, Valencia                   | 30 de septiembre de 1990, Las Ventas | 16.°             | Abraham Neiro “El Algabeño”    | Banderillero | Lidió el 3º   |
| Enrique Ponce       | Chiva, Valencia                     | 16 de marzo de 1990, Valencia                   | 30 de septiembre de 1990, Las Ventas | 16.°             | Jaime Padilla                  | Banderillero |               |
| Finito de Córdoba   | Sabadell, Barcelona                 | 23 de mayo de 1991, Córdoba                     | 13 de mayo de 1993, Las Ventas       | 33.°             | Joao Blanco                    | Picador      | Picó al 1º    |
| Finito de Córdoba   | Sabadell, Barcelona                 | 23 de mayo de 1991, Córdoba                     | 13 de mayo de 1993, Las Ventas       | 33.°             | Manuel Sánchez                 | Picador      | Picó al 3º    |
| Finito de Córdoba   | Sabadell, Barcelona                 | 23 de mayo de 1991, Córdoba                     | 13 de mayo de 1993, Las Ventas       | 33.°             | Álvaro Oliver                  | Banderillero | Lidió al 1º   |
| Finito de Córdoba   | Sabadell, Barcelona                 | 23 de mayo de 1991, Córdoba                     | 13 de mayo de 1993, Las Ventas       | 33.°             | José Luis López                | Banderillero | Lidió al 3º   |
| Finito de Córdoba   | Sabadell, Barcelona                 | 23 de mayo de 1991, Córdoba                     | 13 de mayo de 1993, Las Ventas       | 33.°             | Juan Manuel Arjona             | Banderillero |               |
| Ginés Marín         | Jerez de la Frontera, Cádiz         | 15 de mayo de 2016, Nimes                       | 25 de mayo de 2017, Las Ventas       | 2º               | Agustín Navarro                | Picador      | Picó al 2º    |
| Ginés Marín         | Jerez de la Frontera, Cádiz         | 15 de mayo de 2016, Nimes                       | 25 de mayo de 2017, Las Ventas       | 2º               | Guillermo Marín                | Picador      | Picó al 4º    |
| Ginés Marín         | Jerez de la Frontera, Cádiz         | 15 de mayo de 2016, Nimes                       | 25 de mayo de 2017, Las Ventas       | 2º               | Jesús Díez “Fini”              | Banderillero | Lidió al 2º   |
| Ginés Marín         | Jerez de la Frontera, Cádiz         | 15 de mayo de 2016, Nimes                       | 25 de mayo de 2017, Las Ventas       | 2º               | Antonio Manuel Punta           | Banderillero | Lidió al 4º   |
| Ginés Marín         | Jerez de la Frontera, Cádiz         | 15 de mayo de 2016, Nimes                       | 25 de mayo de 2017, Las Ventas       | 2º               | Manuel Izquierdo               | Banderillero |               |
| Gómez del Pilar     | Madrid                              | 27 de agosto de 2013, Añover de Tajo            | 9 de abril de 2017, Las Ventas       | 26.°             | Juan Manuel Sangüesa           | Picador      | Picó al 2º    |
| Gómez del Pilar     | Madrid                              | 27 de agosto de 2013, Añover de Tajo            | 9 de abril de 2017, Las Ventas       | 26.°             | Pepe Aguado                    | Picador      | Picó al 4º    |
| Gómez del Pilar     | Madrid                              | 27 de agosto de 2013, Añover de Tajo            | 9 de abril de 2017, Las Ventas       | 26.°             | Manuel Macías                  | Banderillero | Lidió al 2º   |
| Gómez del Pilar     | Madrid                              | 27 de agosto de 2013, Añover de Tajo            | 9 de abril de 2017, Las Ventas       | 26.°             | Rafel González Amigo           | Banderillero | Lidió al 4º   |
| Gómez del Pilar     | Madrid                              | 27 de agosto de 2013, Añover de Tajo            | 9 de abril de 2017, Las Ventas       | 26.°             | Pedro Cebadera                 | Banderillero |               |
| Joaquín Galdós      | Lima, Perú                          | 19 de junio de 2016, Istres                     | 1 de junio de 2017, Las Ventas       | 32.°             | David Prados                   | Picador      | Picó al 1º    |
| Joaquín Galdós      | Lima, Perú                          | 19 de junio de 2016, Istres                     | 1 de junio de 2017, Las Ventas       | 32.°             | Romulado Almodóvar             | Picador      | Picó al 3º    |
| Joaquín Galdós      | Lima, Perú                          | 19 de junio de 2016, Istres                     | 1 de junio de 2017, Las Ventas       | 32.°             | Ángel Gómez                    | Banderillero | Lidió al 1º   |
| Joaquín Galdós      | Lima, Perú                          | 19 de junio de 2016, Istres                     | 1 de junio de 2017, Las Ventas       | 32.°             | Roberto Blanco                 | Banderillero | Lidió al 3º   |
| Joaquín Galdós      | Lima, Perú                          | 19 de junio de 2016, Istres                     | 1 de junio de 2017, Las Ventas       | 32.°             | Ismael González                | Banderillero |               |
| Jorge Isiegas       | Zaragoza                            | 11 de octubre de 2019, Zaragoza                 |                                      | 132.°            | Juan Francisco Peña            | Picador      | Picó al 2º    |
| Jorge Isiegas       | Zaragoza                            | 11 de octubre de 2019, Zaragoza                 | Paco Plazas                          | 132.°            | Picador                        | Picó al 4º   |               |
| Jorge Isiegas       | Zaragoza                            | 11 de octubre de 2019, Zaragoza                 | Jesús Montes                         | 132.°            | Banderillero                   | Lidió al 2º  |               |
| Jorge Isiegas       | Zaragoza                            | 11 de octubre de 2019, Zaragoza                 | Sergio Aguilar                       | 132.°            | Banderillero                   | Lidió al 4º  |               |
| Jorge Isiegas       | Zaragoza                            | 11 de octubre de 2019, Zaragoza                 | Jesús Arruga                         | 132.°            | Banderillero                   |              |               |
| José Garrido        | Badajoz                             | 22 de abril de 2015, Sevilla                    | 20 de mayo de 2016, Las Ventas       | 22.°             | Óscar Bernal                   | Picador      | Picó al 2º    |
| José Garrido        | Badajoz                             | 22 de abril de 2015, Sevilla                    | 20 de mayo de 2016, Las Ventas       | 22.°             | Aitor Sánchez                  | Picador      | Picó al 4º    |
| José Garrido        | Badajoz                             | 22 de abril de 2015, Sevilla                    | 20 de mayo de 2016, Las Ventas       | 22.°             | Javier Valdeoro                | Banderillero | Lidió al 2º   |
| José Garrido        | Badajoz                             | 22 de abril de 2015, Sevilla                    | 20 de mayo de 2016, Las Ventas       | 22.°             | Antonio Chacón                 | Banderillero | Lidió al 4º   |
| José Garrido        | Badajoz                             | 22 de abril de 2015, Sevilla                    | 20 de mayo de 2016, Las Ventas       | 22.°             | Luis Cebadera                  | Banderillero |               |
| Juan Leal           | Arlés, Francia                      | 20 de mayo de 2013, Nimes                       | 18 de mayo de 2016, Las Ventas       | 31.º             | Vicente González               | Picador      | Picó al 1º    |
| Juan Leal           | Arlés, Francia                      | 20 de mayo de 2013, Nimes                       | 18 de mayo de 2016, Las Ventas       | 31.º             | Diego López                    | Picador      | Picó al 3º    |
| Juan Leal           | Arlés, Francia                      | 20 de mayo de 2013, Nimes                       | 18 de mayo de 2016, Las Ventas       | 31.º             | Agustín de Espartinas          | Banderillero | Lidió al 1º   |
| Juan Leal           | Arlés, Francia                      | 20 de mayo de 2013, Nimes                       | 18 de mayo de 2016, Las Ventas       | 31.º             | Marc Leal                      | Banderillero | Lidió al 3º   |
| Juan Leal           | Arlés, Francia                      | 20 de mayo de 2013, Nimes                       | 18 de mayo de 2016, Las Ventas       | 31.º             | Manuel de los Reyes            | Banderillero |               |
| López Simón         | Madrid                              | 26 de abril de 2012, Sevilla                    | 14 de mayo de 2013, Las Ventas       | 11.°             | Ángel Rivas                    | Picador      | Picó al 2º    |
| López Simón         | Madrid                              | 26 de abril de 2012, Sevilla                    | 14 de mayo de 2013, Las Ventas       | 11.°             | Antonio Núñez                  | Picador      | Picó al 4º    |
| López Simón         | Madrid                              | 26 de abril de 2012, Sevilla                    | 14 de mayo de 2013, Las Ventas       | 11.°             | Manuel Rodríguez "Mambrú"      | Banderillero | Lidió al 2º   |
| López Simón         | Madrid                              | 26 de abril de 2012, Sevilla                    | 14 de mayo de 2013, Las Ventas       | 11.°             | Jesús Fernández                | Banderillero | Lidió al 4º   |
| López Simón         | Madrid                              | 26 de abril de 2012, Sevilla                    | 14 de mayo de 2013, Las Ventas       | 11.°             | Jesús Arruga                   | Banderillero |               |
| Luis Bolívar        | Ciudad de Panamá, Panamá            | 24 de julio de 2004, Valencia                   | 25 de mayo de 2005, Las Ventas       | 144.°            | Alberto Sandoval               | Picador      | Picó al 2º    |
| Luis Bolívar        | Ciudad de Panamá, Panamá            | 24 de julio de 2004, Valencia                   | 25 de mayo de 2005, Las Ventas       | 144.°            | Domingo García                 | Picador      | Picó al 4º    |
| Luis Bolívar        | Ciudad de Panamá, Panamá            | 24 de julio de 2004, Valencia                   | 25 de mayo de 2005, Las Ventas       | 144.°            | José Ignacio Rodríguez         | Banderillero | Lidió al 2º   |
| Luis Bolívar        | Ciudad de Panamá, Panamá            | 24 de julio de 2004, Valencia                   | 25 de mayo de 2005, Las Ventas       | 144.°            | Domingo Siro                   | Banderillero | Lidió al 4º   |
| Luis Bolívar        | Ciudad de Panamá, Panamá            | 24 de julio de 2004, Valencia                   | 25 de mayo de 2005, Las Ventas       | 144.°            | Fernando Sánchez               | Banderillero |               |
| Luis David Adame    | Aguascalientes, México              | 15 de mayo de 2016, Nimes                       | 29 de septiembre de 2017, Las Ventas | 29.°             | Óscar Bernal                   | Picador      | Picó al 2º    |
| Luis David Adame    | Aguascalientes, México              | 15 de mayo de 2016, Nimes                       | 29 de septiembre de 2017, Las Ventas | 29.°             | Domingo García                 | Picador      | Picó al 4º    |
| Luis David Adame    | Aguascalientes, México              | 15 de mayo de 2016, Nimes                       | 29 de septiembre de 2017, Las Ventas | 29.°             | Tomás López                    | Banderillero | Lidió al 2º   |
| Luis David Adame    | Aguascalientes, México              | 15 de mayo de 2016, Nimes                       | 29 de septiembre de 2017, Las Ventas | 29.°             | Roberto Martín “Jarocho”       | Banderillero | Lidió al 4º   |
| Luis David Adame    | Aguascalientes, México              | 15 de mayo de 2016, Nimes                       | 29 de septiembre de 2017, Las Ventas | 29.°             | Luis Cebadera                  | Banderillero |               |
| Manuel Escribano    | Gerena, Sevilla                     | 22 de abril de 2013, Sevilla                    | 15 de mayo de 2014, Las Ventas       | 17.°             | Juan Francisco Peña            | Picador      | Picó el 1º    |
| Manuel Escribano    | Gerena, Sevilla                     | 22 de abril de 2013, Sevilla                    | 15 de mayo de 2014, Las Ventas       | 17.°             | Curro Sanlúcar                 | Picador      | Picó el 3º    |
| Manuel Escribano    | Gerena, Sevilla                     | 22 de abril de 2013, Sevilla                    | 15 de mayo de 2014, Las Ventas       | 17.°             | Curro Robles                   | Banderillero | Lidió el 1º   |
| Manuel Escribano    | Gerena, Sevilla                     | 22 de abril de 2013, Sevilla                    | 15 de mayo de 2014, Las Ventas       | 17.°             | Juan Sierra                    | Banderillero | Lidió el 3º   |
| Manuel Escribano    | Gerena, Sevilla                     | 22 de abril de 2013, Sevilla                    | 15 de mayo de 2014, Las Ventas       | 17.°             | El Algabeño                    | Banderillero |               |
| Miguel Ángel Perera | Puebla del Prior, Badajoz           | 23 de junio de 2004, Badajoz                    | 26 de mayo de 2005, Las Ventas       | 4.°              | Francisco Doblado              | Picador      | Picó al 1º    |
| Miguel Ángel Perera | Puebla del Prior, Badajoz           | 23 de junio de 2004, Badajoz                    | 26 de mayo de 2005, Las Ventas       | 4.°              | Ignacio Rodríguez              | Picador      | Picó al 3º    |
| Miguel Ángel Perera | Puebla del Prior, Badajoz           | 23 de junio de 2004, Badajoz                    | 26 de mayo de 2005, Las Ventas       | 4.°              | Javier Ambel                   | Banderillero | Lidió al 1º   |
| Miguel Ángel Perera | Puebla del Prior, Badajoz           | 23 de junio de 2004, Badajoz                    | 26 de mayo de 2005, Las Ventas       | 4.°              | Curro Javier                   | Banderillero | Lidió al 3º   |
| Miguel Ángel Perera | Puebla del Prior, Badajoz           | 23 de junio de 2004, Badajoz                    | 26 de mayo de 2005, Las Ventas       | 4.°              | Vicente Herrera                | Banderillero |               |
| Morenito de Aranda  | Aranda de Duero, Burgos             | 14 de mayo de 2005, Valladolid                  | 4 de mayo de 2008, Las Ventas        | 40.º             | Manuel Sayago                  | Picador      | Picó al 1º    |
| Morenito de Aranda  | Aranda de Duero, Burgos             | 14 de mayo de 2005, Valladolid                  | 4 de mayo de 2008, Las Ventas        | 40.º             | Héctor Piña                    | Picador      | Picó al 3º    |
| Morenito de Aranda  | Aranda de Duero, Burgos             | 14 de mayo de 2005, Valladolid                  | 4 de mayo de 2008, Las Ventas        | 40.º             | Andrés Revuelta                | Banderillero | Lidió al 1º   |
| Morenito de Aranda  | Aranda de Duero, Burgos             | 14 de mayo de 2005, Valladolid                  | 4 de mayo de 2008, Las Ventas        | 40.º             | José Manuel Zamorano           | Banderillero | Lidió al 3º   |
| Morenito de Aranda  | Aranda de Duero, Burgos             | 14 de mayo de 2005, Valladolid                  | 4 de mayo de 2008, Las Ventas        | 40.º             | Fernando Sánchez Martín        | Banderillero |               |
| Octavio Chacón      | Prado del Rey, Cádiz                | 28 de febrero de 2004, El Puerto de Santa María | 19 de agosto de 2012, Las Ventas     | 13.°             | Juan José Esquivel             | Picador      | Picó el 1º    |
| Octavio Chacón      | Prado del Rey, Cádiz                | 28 de febrero de 2004, El Puerto de Santa María | 19 de agosto de 2012, Las Ventas     | 13.°             | Manuel Jesús Ruiz Román        | Picador      | Picó el 3º    |
| Octavio Chacón      | Prado del Rey, Cádiz                | 28 de febrero de 2004, El Puerto de Santa María | 19 de agosto de 2012, Las Ventas     | 13.°             | Miguel Ángel Sánchez           | Banderillero | Lidió el 1º   |
| Octavio Chacón      | Prado del Rey, Cádiz                | 28 de febrero de 2004, El Puerto de Santa María | 19 de agosto de 2012, Las Ventas     | 13.°             | Vicente Varela                 | Banderillero | Lidió el 3º   |
| Octavio Chacón      | Prado del Rey, Cádiz                | 28 de febrero de 2004, El Puerto de Santa María | 19 de agosto de 2012, Las Ventas     | 13.°             | Alberto Carrero                | Banderillero |               |
| Pablo Aguado        | Sevilla                             | 23 de septiembre de 2017, Sevilla               | 28 de septiembre de 2018, Las Ventas | 5.°              | -                              | Picador      | -             |
| Pablo Aguado        | Sevilla                             | 23 de septiembre de 2017, Sevilla               | 28 de septiembre de 2018, Las Ventas | 5.°              | -                              | Picador      | -             |
| Pablo Aguado        | Sevilla                             | 23 de septiembre de 2017, Sevilla               | 28 de septiembre de 2018, Las Ventas | 5.°              | -                              | Banderillero | -             |
| Pablo Aguado        | Sevilla                             | 23 de septiembre de 2017, Sevilla               | 28 de septiembre de 2018, Las Ventas | 5.°              | -                              | Banderillero | -             |
| Pablo Aguado        | Sevilla                             | 23 de septiembre de 2017, Sevilla               | 28 de septiembre de 2018, Las Ventas | 5.°              | -                              | Banderillero | -             |
| Paco Ureña          | Lorca, Murcia                       | 17 de septiembre de 2006, Lorca                 | 25 de agosto de 2013, Las Ventas     | 15.°             | Oscar Bernal                   | Picador      | Picó al 1º    |
| Paco Ureña          | Lorca, Murcia                       | 17 de septiembre de 2006, Lorca                 | 25 de agosto de 2013, Las Ventas     | 15.°             | Pedro Iturralde                | Picador      | Picó al 3º    |
| Paco Ureña          | Lorca, Murcia                       | 17 de septiembre de 2006, Lorca                 | 25 de agosto de 2013, Las Ventas     | 15.°             | Víctor Hugo Saugar “Pirri”     | Banderillero | Lidió al 1º   |
| Paco Ureña          | Lorca, Murcia                       | 17 de septiembre de 2006, Lorca                 | 25 de agosto de 2013, Las Ventas     | 15.°             | Curro Vivas                    | Banderillero | Lidió al 3º   |
| Paco Ureña          | Lorca, Murcia                       | 17 de septiembre de 2006, Lorca                 | 25 de agosto de 2013, Las Ventas     | 15.°             | Álvaro López “Azuquita”        | Banderillero |               |
| Pepe Moral          | Los Palacios y Villafranca, Sevilla | 11 de junio de 2009, Sevilla                    | 7 de mayo de 2011, Las Ventas        | 30.°             | Juan Antonio Carbonell         | Picador      | Picó el 1º    |
| Pepe Moral          | Los Palacios y Villafranca, Sevilla | 11 de junio de 2009, Sevilla                    | 7 de mayo de 2011, Las Ventas        | 30.°             | Francisco Romero               | Picador      | Picó el 3º    |
| Pepe Moral          | Los Palacios y Villafranca, Sevilla | 11 de junio de 2009, Sevilla                    | 7 de mayo de 2011, Las Ventas        | 30.°             | Vicente Varela                 | Banderillero | Lidió el 1º   |
| Pepe Moral          | Los Palacios y Villafranca, Sevilla | 11 de junio de 2009, Sevilla                    | 7 de mayo de 2011, Las Ventas        | 30.°             | Domingo Siro                   | Banderillero | Lidió el 3º   |
| Pepe Moral          | Los Palacios y Villafranca, Sevilla | 11 de junio de 2009, Sevilla                    | 7 de mayo de 2011, Las Ventas        | 30.°             | Alberto Carrero                | Banderillero |               |
| Rafael Serna        | Sevilla                             | 24 de septiembre de 2017, Sevilla               |                                      | 65.°             | -                              | Picador      | -             |
| Rafael Serna        | Sevilla                             | 24 de septiembre de 2017, Sevilla               | -                                    | 65.°             | Picador                        | -            |               |
| Rafael Serna        | Sevilla                             | 24 de septiembre de 2017, Sevilla               | -                                    | 65.°             | Banderillero                   | -            |               |
| Rafael Serna        | Sevilla                             | 24 de septiembre de 2017, Sevilla               | -                                    | 65.°             | Banderillero                   | -            |               |
| Rafael Serna        | Sevilla                             | 24 de septiembre de 2017, Sevilla               | -                                    | 65.°             | Banderillero                   | -            |               |
| Román               | Valencia                            | 7 de junio de 2014, Nimes                       | 19 de mayo de 2016, Las Ventas       | 20.º             | Justo Jaén                     | Picador      | Picó el 2º    |
| Román               | Valencia                            | 7 de junio de 2014, Nimes                       | 19 de mayo de 2016, Las Ventas       | 20.º             | Santiago Morales               | Picador      | Picó el 4º    |
| Román               | Valencia                            | 7 de junio de 2014, Nimes                       | 19 de mayo de 2016, Las Ventas       | 20.º             | César Fernández                | Banderillero | Lidió el 2º   |
| Román               | Valencia                            | 7 de junio de 2014, Nimes                       | 19 de mayo de 2016, Las Ventas       | 20.º             | Raúl Martí                     | Banderillero | Lidió el 4º   |
| Román               | Valencia                            | 7 de junio de 2014, Nimes                       | 19 de mayo de 2016, Las Ventas       | 20.º             | Hazem Al Masri “El Sirio”      | Banderillero |               |
| Rubén Pinar         | Tobarra, Albacete                   | 21 de septiembre de 2008, Nimes                 | 21 de mayo de 2009, Las Ventas       | 25.°             | Francisco Ponz “Puchano”       | Picador      | Picó al 2º    |
| Rubén Pinar         | Tobarra, Albacete                   | 21 de septiembre de 2008, Nimes                 | 21 de mayo de 2009, Las Ventas       | 25.°             | Agustín Moreno                 | Picador      | Picó al 4º    |
| Rubén Pinar         | Tobarra, Albacete                   | 21 de septiembre de 2008, Nimes                 | 21 de mayo de 2009, Las Ventas       | 25.°             | Ángel Otero                    | Banderillero | Lidió al 2º   |
| Rubén Pinar         | Tobarra, Albacete                   | 21 de septiembre de 2008, Nimes                 | 21 de mayo de 2009, Las Ventas       | 25.°             | José Alberto Aponte “Candelas” | Banderillero | Lidió al 4º   |
| Rubén Pinar         | Tobarra, Albacete                   | 21 de septiembre de 2008, Nimes                 | 21 de mayo de 2009, Las Ventas       | 25.°             | Víctor Manuel Martínez         | Banderillero |               |
| Saúl Jiménez Fortes | Málaga                              | 24 de agosto de 2011, Bilbao                    | 16 de mayo de 2013, Las Ventas       | -                | Francisco de Borja             | Picador      | Picó al 2º    |
| Saúl Jiménez Fortes | Málaga                              | 24 de agosto de 2011, Bilbao                    | 16 de mayo de 2013, Las Ventas       | -                | Antonio Muñoz                  | Picador      | Picó al 4º    |
| Saúl Jiménez Fortes | Málaga                              | 24 de agosto de 2011, Bilbao                    | 16 de mayo de 2013, Las Ventas       | -                | José Antonio Carretero         | Banderillero | Lidió al 2º   |
| Saúl Jiménez Fortes | Málaga                              | 24 de agosto de 2011, Bilbao                    | 16 de mayo de 2013, Las Ventas       | -                | Raúl Ruiz                      | Banderillero | Lidió al 4º   |
| Saúl Jiménez Fortes | Málaga                              | 24 de agosto de 2011, Bilbao                    | 16 de mayo de 2013, Las Ventas       | -                | Fernando Pérez                 | Banderillero |               |
| Fuentes:            |                                     |                                                 |                                      |                  |                                |              |               |

### Categoría de los toreros
Los toreros de acuerdo con el Convenio Colectivo Nacional Taurino establecido en el reglamento taurino artículo 70, están clasificados en tres categorías según el número de corridas de toros en las que hayan participado la temporada anterior:
1. Categoría grupo A: los profesionales que hayan lidiado un número igual o superior a  treinta y siete corridas de toros en festejos realizados en España, Francia o Portugal.
2. Categoría grupo B: los profesionales que hayan lidiado entre trece y treinta y seis corridas de toros en festejos realizados en España, Francia o Portugal.
3. Categoría grupo C: los profesionales que hayan lidiado doce o menos corridas de toros en festejos realizados en España, Francia o Portugal.

### Contrato de las cuadrillas
Los matadores de toros según sea su categoría tienen diferentes obligaciones respecto a la cuadrilla fija que deben contratar, según el artículo 70 del reglamento taurino:
1. Categoría grupo A: tienen obligación de contratar una cuadrilla fija con dos picadores, tres banderilleros, un mozo de espadas y un ayudante de mozo de espadas. Cuando el espada lidia una corrida completa contrata dos cuadrillas completas además de la suya propia. Si la corrida es un mano a mano con dos espadas cada uno aumenta su cuadrilla en un  banderillero y un picador.
2. Categoría grupo B: tienen obligación de contratar a dos banderilleros y un picador fijos. El tercer banderillero, el segundo picador , el mozo y ayudante de espadas los contrata de forma libre en cada actuación.
3. Categoría grupo C: los espadas contratan la cuadrilla de forma libre, es decir para cada festejo donde estén anunciados a lo largo de la temporada.

## Rejoneadores
La siguiente tabla muestra la información taurina y las estadísticas de los rejoneadores anunciados en la feria.
| Rejoneador                   | Origen                                       | Alternativa                                | Confirmación                              | Escalafón (2019) | Auxiliadores                      | Observaciones |
| ---------------------------- | -------------------------------------------- | ------------------------------------------ | ----------------------------------------- | ---------------- | --------------------------------- | ------------- |
| Leonardo Hernández           | Badajoz (11 de septiembre de 1987)           | Córdoba (29 de mayo de 2006)               | Las Ventas (5 de junio de 2006)           | 6º               | Nicolás Hernández                 |               |
| Leonardo Hernández           | Badajoz (11 de septiembre de 1987)           | Córdoba (29 de mayo de 2006)               | Las Ventas (5 de junio de 2006)           | 6º               | Fernando González                 |               |
| Leonardo Hernández           | Badajoz (11 de septiembre de 1987)           | Córdoba (29 de mayo de 2006)               | Las Ventas (5 de junio de 2006)           | 6º               | Juan Antonio Maguilla             |               |
| Lea Vicens                   | Nimes, Francia (22 de febrero de 1985)       | Nimes (14 de septiembre de 2013)           | Las Ventas (4 de junio de 2016)           | 1.º              | José María Bejarano               |               |
| Lea Vicens                   | Nimes, Francia (22 de febrero de 1985)       | Nimes (14 de septiembre de 2013)           | Las Ventas (4 de junio de 2016)           | 1.º              | Joaquin Oliveira                  |               |
| Lea Vicens                   | Nimes, Francia (22 de febrero de 1985)       | Nimes (14 de septiembre de 2013)           | Las Ventas (4 de junio de 2016)           | 1.º              | Juan García                       |               |
| Pablo Hermoso de Mendoza     | Estella, Navarra (11 de abril de 1966)       | Tafalla (18 de agosto de 1989)             | Las Ventas Las Ventas (21 de mayo e 1995) | 12º              | Alberto Navarro                   |               |
| Pablo Hermoso de Mendoza     | Estella, Navarra (11 de abril de 1966)       | Tafalla (18 de agosto de 1989)             | Las Ventas Las Ventas (21 de mayo e 1995) | 12º              | José Francisco Serrano            |               |
| Pablo Hermoso de Mendoza     | Estella, Navarra (11 de abril de 1966)       | Tafalla (18 de agosto de 1989)             | Las Ventas Las Ventas (21 de mayo e 1995) | 12º              | Pedro Arellano                    |               |
| Guillermo Hermoso de Mendoza | Estella, Navarra (13 de agosto de 1999)      | Sevilla (5 de mayo de 2019)                | México (16 de febrero de 2020)            | 10.º             | Ricardo Raimundo                  |               |
| Guillermo Hermoso de Mendoza | Estella, Navarra (13 de agosto de 1999)      | Sevilla (5 de mayo de 2019)                | México (16 de febrero de 2020)            | 10.º             | Pablo Simón                       |               |
| Guillermo Hermoso de Mendoza | Estella, Navarra (13 de agosto de 1999)      | Sevilla (5 de mayo de 2019)                | México (16 de febrero de 2020)            | 10.º             | Diego Valladar                    |               |
| Andy Cartagena               | Benidorm, Alicante (30 de diciembre de 1980) | Castellón de la Plana (8 de marzo de 1997) | Las Ventas (17 de mayo de 1997)           | 5º               | Enrique Céspedes                  |               |
| Andy Cartagena               | Benidorm, Alicante (30 de diciembre de 1980) | Castellón de la Plana (8 de marzo de 1997) | Las Ventas (17 de mayo de 1997)           | 5º               | Sebastián Córdoba                 |               |
| Andy Cartagena               | Benidorm, Alicante (30 de diciembre de 1980) | Castellón de la Plana (8 de marzo de 1997) | Las Ventas (17 de mayo de 1997)           | 5º               | José López                        |               |
| Sergio Galán                 | Madrid (23 de agosto de 1980)                | Las Ventas (3 de junio de 2001)            | Las Ventas (3 de junio de 2001)           | 23º              | Valentín Ruiz                     |               |
| Sergio Galán                 | Madrid (23 de agosto de 1980)                | Las Ventas (3 de junio de 2001)            | Las Ventas (3 de junio de 2001)           | 23º              | Miguel Ángel Hernández "Miguelín" |               |
| Sergio Galán                 | Madrid (23 de agosto de 1980)                | Las Ventas (3 de junio de 2001)            | Las Ventas (3 de junio de 2001)           | 23º              | Antonio Díaz "El Coriano"         |               |
| Fuentes:                     |                                              |                                            |                                           |                  |                                   |               |

### Cuadra de Leonardo Hernández
| Caballo   | Hierro  | Raza     | Capa    | Edad    | Tercio        | Observaciones |
| --------- | ------- | -------- | ------- | ------- | ------------- | ------------- |
| Giraldo   | -       | Lusitano | Albino  | 6 años  | Salida        |               |
| Elmo      | -       | Lusitano | Tordo   | 7 años  | Salida        |               |
| Enamorado | -       | Lusitano | Castaño | 6 años  | Banderillas   |               |
| Calimocho | -       | Lusitano | Negro   | 10 años | Banderillas   |               |
| Eco       | -       | Lusitano | Castaño | 7 años  | Banderillas   |               |
| Alcochete | -       | Lusitano | Tordo   | 10 años | Banderillas   |               |
| Sol       | Peralta | Cruzado  | Albino  | 14 años | Banderillas   |               |
| Xarope    | -       | Lusitano | Tordo   | 16 años | Último tercio |               |
| Peruano   | -       | Lusitano | Tordo   | 13 años | Último tercio |               |
| Fuentes:  |         |          |         |         |               |               |

### Cuadra de Lea Vicens
La siguiente tabla muestra la información de los caballos que componen la cuadra de Lea Vicens.
| Caballo    | Hierro                                     | Raza                  | Capa         | Edad     | Tercio        | Observaciones |
| ---------- | ------------------------------------------ | --------------------- | ------------ | -------- | ------------- | ------------- |
| Bach       | Palha                                      | Lusitano, pura sangre | Bayo oscuro  | 10 años  | Salida        |               |
| Faraón     | Peralta (hijo de Hechicero)                | Deporta español       | Castaño      | 5 años   | Salida        |               |
| Guitarra   | José Luis Cañaveral (hija de Duque)        | Curzada (yegua)       | Baya         | 9 años   | Salida        |               |
| Bazuka     | Cavalinho                                  | Lusitano              | Tordo        | 9 años   | Banderillas   |               |
| Bético     | Peralta                                    | Caballo de deporte    | Negro        | 13 años  | Banderillas   |               |
| Deseadao   | Arsenio Cordero                            | Lusitano              | Tordo        | 8 años   | Banderillas   |               |
| Diamante   | Sociedades das Silveiras (Hijo de Violino) | Lusitano              | Tordo        | 6 años   | Banderillas   |               |
| Diluvio    | Lea Vicens                                 | Luso-Árabe            | Negro careto | 8 años   | Banderillas   |               |
| Gacela     | Peralta (hijo de Brujo)                    | Deporta español       | Castaño      | 13 daños | Banderillas   |               |
| Nono       | Nono Díaz (hijo de Quebec)                 | Luso-Árabe            | Alazano      | 5 años   | Banderillas   |               |
| Cleopatra  | Rubio Martín                               | Hispano-Árabe         | Castaña      | 4 años   | Último tercio |               |
| Espontáneo | ?                                          | Lusitano, pura sangre | Tordo        | 12 años  | Último tercio |               |
| Greco      | Arsenio Cordero (hijo de Navalheiro)       | ?                     | Tordo        | 9 años   | Último tercio |               |
| Jazmín     | Peralta (hijo de Primavera)                | Española              | Negro        | 11 años  | Último tercio |               |
| Fuentes:   |                                            |                       |              |          |               |               |

### Cuadra de Pablo Hermoso de Mendoza
| Caballo   | Hierro | Raza          | Capa         | Edad    | Tercio        | Adornos             | Observaciones |
| --------- | ------ | ------------- | ------------ | ------- | ------------- | ------------------- | ------------- |
| Martincho | -      | Lusitano      | Tordo vinoso | 4 años  | Salida        | Azul y blanco       |               |
| Valhalla  | -      | Lusitano      | Tordo        | 4 años  | Salida        | Azul y blanco       |               |
| Arsenio   | -      | Lusitano      | Tordo        | 8 años  | Banderillas   | Azul y blanco       |               |
| Berlín    | -      | Hanno-Veranio | Negro        | 10 años | Banderillas   | Azul y blanco       |               |
| Deseado   | -      | Cruzado       | Castaño      | 9 años  | Banderillas   | Blancos             |               |
| Ludovico  | -      | Lusitano      | Negro        | 5 años  | Banderillas   | Blancos y grosellas |               |
| Corsario  | -      | Azteca        | Tordo        | 4 años  | Último tercio | Blancos y rojos     |               |
| Fuentes:  |        |               |              |         |               |                     |               |

### Cuadra de Guillermo Hermoso de Mendoza
Guillermo Hermoso de Mendoza comparte cuadra con su padre el rejoneador Pablo Hermoso de Mendoza. La lista muestra la cuadra empleada habitualmente por Guillermo Hermoso de Mendoza.
| Caballo    | Hierro                                     | Raza              | Capa              | Edad    | Tercio        | Adornos             | Observaciones |
| ---------- | ------------------------------------------ | ----------------- | ----------------- | ------- | ------------- | ------------------- | ------------- |
| Alquimista | Pablo Hermoso de Mendoza (hijo de Unamuno) | Lusitano, cruzado | Negro             | 8 años  | Salida        | lazo blanco         |               |
| Barrabás   | Pablo Hermoso de Mendoza (hijo de Unamuno) | Lusitano, cruzado | Castaño           | 8 años  | Salida        | Lazo azul y blanco  |               |
| Manizales  | Michaela Kleba (nieta de Nilo)             | Lusitano (yegua)  | Tordo rodado      | 10 años | Salida        | Lazo grana y blanco |               |
| Disparate  | Pablo Hermoso de Mendoza (hijo de Gallo)   | Lusitano          | Castaño           | 10 años | Banderillas   | lazo blanco y grana |               |
| Januca     | Pablo Hermoso de Mendoza (hijo de Gallo)   | Lusitano          | Bayo              | 9 años  | Banderillas   | Lazo grana y blanco |               |
| Brindis    | Pablo Hermoso de Mendoza (hijo de Roncal)  | Lusitano, cruzado | Tordo rodado      | 12 años | Banderillas   | madronas negros     |               |
| Impaciente | Pablo Hermoso de Mendoza (hijo de Viriato) | Lusitano          | Castaño           | 6 años  | Banderillas   | Lazo rojo y blanco  |               |
| Pirata     | Eduardo Cuevas (hijo de Fosfortito)        | Azteca            | Tordo fase blanca | 16 años | Último tercio | Lazo grana y blanco |               |
| Fuentes:   |                                            |                   |                   |         |               |                     |               |

### Cuadra de Andy Cartagena
| Caballo      | Hierro | Raza      | Capa             | Edad   | Tercio        | Adornos                  | Observaciones |
| ------------ | ------ | --------- | ---------------- | ------ | ------------- | ------------------------ | ------------- |
| Mediterráneo | -      | Lusitano  | Castaño          | 8 años | Salida        | Crin suelta              |               |
| Duende       | -      | Lusitano  | Tordo            | 5 años | Salida        | Cedras de pelo           |               |
| Bandera      | -      | Lusitano  | Albino           | 7 años | Banderillas   | Bolas verdes             |               |
| Cartago      | -      | Lusitano  | Perla oscuro     | 5 años | Banderillas   | Crin suelta              |               |
| Cupido       | -      | Lusitano  | Castaño morcillo | 8 años | Banderillas   | Bolas azules t rojas     |               |
| Caramelo     | -      | Luistano  | Perla            | 5 años | Banderillas   | Bolas blancas y marrones |               |
| Humano       | -      | Menorquín | Negro            | 7 años | Banderillas   | Crin suelta              |               |
| Pintas       | -      | Luistano  | Apaloosa         | 7 años | Último tercio | Bolas blancas y negras   |               |
| Brujita      | -      | Lusitano  | Torda            | 8 años | Último tercio | Lazos azules y blancos   |               |
| Fuentes:     |        |           |                  |        |               |                          |               |

### Cuadra de Sergio Galán
| Caballo  | Hierro | Raza             | Capa         | Edad    | Tercio        | Adornos                  | Observaciones |
| -------- | ------ | ---------------- | ------------ | ------- | ------------- | ------------------------ | ------------- |
| Amuleto  | -      | Lusitano         | Bayo         | 12 años | Salida        | Madroños blancos         |               |
| Alcotán  | -      | Anglo-luso-árabe | Perla        | 5 años  | Saida         | Castañetas               |               |
| Ojeda    | -      | Lusitano         | Tordo vinoso | 14 años | Banderillas   | Madroños negros          |               |
| Embroque | -      | Lusitano         | Tordo rodado | 7 años  | Banderillas   | Castañetas               |               |
| Capricho | -      | Anglo-luso-árabe | Castaño      | 8 años  | Banderillas   | Lazos blancos            |               |
| Bambino  | -      | Lusitano         | Tordo rodado | 7 años  | Banderillas   | Lazos azules y blancos   |               |
| Capote   | -      | Luso árabe       | Tordo rodado | 5 años  | Banderillas   | Madroños negros          |               |
| Bribón   | -      | Lusitano         | Castaño      | 6 años  | Banderillas   | Madroños blancos         |               |
| Imperio  | -      | Lusitano         | Tordo rodado | 6 años  | Banderillas   | Lazos blancos y granates |               |
| Óleo     | -      | Luso-árabe       | Perla        | 12 años | Último tercio | Madroños blancos         |               |
| Fuentes: |        |                  |              |         |               |                          |               |

## Novilleros
La siguiente lista muestra la información taurina y las estadísticas de los novilleros y sus cuadrillas.
| Novillero                  | Origen                                               | Debut con picadores                                                           | Escalafón (2019) | Cuadrilla                      | Cuadrilla    | Observaciones |
| Novillero                  | Origen                                               | Debut con picadores                                                           | Escalafón (2019) | Torero                         | Categoría    | Observaciones |
| -------------------------- | ---------------------------------------------------- | ----------------------------------------------------------------------------- | ---------------- | ------------------------------ | ------------ | ------------- |
| Rafael González            | Madrid (17 de junio de 1999)                         | Villaseca de la Sagra (24 de abril de 2016) Las Ventas (26 de agosto de 2017) | 6°               | Héctor Vicente                 | Picador      | Picó al 1º    |
| Rafael González            | Madrid (17 de junio de 1999)                         | Villaseca de la Sagra (24 de abril de 2016) Las Ventas (26 de agosto de 2017) | 6°               | Rubén Sánchez                  | Picador      | Picó al 3º    |
| Rafael González            | Madrid (17 de junio de 1999)                         | Villaseca de la Sagra (24 de abril de 2016) Las Ventas (26 de agosto de 2017) | 6°               | José Luis Triviño              | Banderillero | Lidió al 1º   |
| Rafael González            | Madrid (17 de junio de 1999)                         | Villaseca de la Sagra (24 de abril de 2016) Las Ventas (26 de agosto de 2017) | 6°               | Luis González                  | Banderillero | Lidió al 3º   |
| Rafael González            | Madrid (17 de junio de 1999)                         | Villaseca de la Sagra (24 de abril de 2016) Las Ventas (26 de agosto de 2017) | 6°               | Luis Cebadera                  | Banderillero |               |
| Tomás Rufo                 | Talavera de la Reina, Toledo (8 de julio de 1999)    | Talavera de la Reina (13 de mayo de 2018) Las Ventas (18 de julio de 2019)    | 21º              | Iván García                    | Picador      | Picó al 2º    |
| Tomás Rufo                 | Talavera de la Reina, Toledo (8 de julio de 1999)    | Talavera de la Reina (13 de mayo de 2018) Las Ventas (18 de julio de 2019)    | 21º              | Manuel Sayago                  | Picador      | Picó al 4º    |
| Tomás Rufo                 | Talavera de la Reina, Toledo (8 de julio de 1999)    | Talavera de la Reina (13 de mayo de 2018) Las Ventas (18 de julio de 2019)    | 21º              | Sergio Blasco                  | Banderillero | Lidió al 2º   |
| Tomás Rufo                 | Talavera de la Reina, Toledo (8 de julio de 1999)    | Talavera de la Reina (13 de mayo de 2018) Las Ventas (18 de julio de 2019)    | 21º              | José Manuel Zamorano           | Banderillero | Lidió al 4º   |
| Tomás Rufo                 | Talavera de la Reina, Toledo (8 de julio de 1999)    | Talavera de la Reina (13 de mayo de 2018) Las Ventas (18 de julio de 2019)    | 21º              | Fernando Sánchez               | Banderillero |               |
| Francisco Montero          | Chiclana de la Frontera, Cádiz (23 de marzo de 1992) | Sepúlveda (27 de agosto de 2017) Las Ventas (25 de agosto de 2019)            | 25°              | Teo Caballero                  | Picador      | Picó al 1º    |
| Francisco Montero          | Chiclana de la Frontera, Cádiz (23 de marzo de 1992) | Sepúlveda (27 de agosto de 2017) Las Ventas (25 de agosto de 2019)            | 25°              | Simao Neves                    | Picador      | Picó al 3º    |
| Francisco Montero          | Chiclana de la Frontera, Cádiz (23 de marzo de 1992) | Sepúlveda (27 de agosto de 2017) Las Ventas (25 de agosto de 2019)            | 25°              | José Alberto Aponte "Candelas" | Banderillero | Lidió al 1º   |
| Francisco Montero          | Chiclana de la Frontera, Cádiz (23 de marzo de 1992) | Sepúlveda (27 de agosto de 2017) Las Ventas (25 de agosto de 2019)            | 25°              | Daniel Sánchez                 | Banderillero | Lidió al 3º   |
| Francisco Montero          | Chiclana de la Frontera, Cádiz (23 de marzo de 1992) | Sepúlveda (27 de agosto de 2017) Las Ventas (25 de agosto de 2019)            | 25°              | Ignacio Martín                 | Banderillero |               |
| Manuel Diosleguarde        | Salamanca (6 de mayo de 1995)                        | Ledesma (3 de mayo de 2018)                                                   | 2°               | Alberto Sandoval               | Picador      | Picó al 2º    |
| Manuel Diosleguarde        | Salamanca (6 de mayo de 1995)                        | Ledesma (3 de mayo de 2018)                                                   | 2°               | Ángel Rivas                    | Picador      | Picó al 4º    |
| Manuel Diosleguarde        | Salamanca (6 de mayo de 1995)                        | Ledesma (3 de mayo de 2018)                                                   | 2°               | Elías Martín                   | Banderillero | Lidió al 2º   |
| Manuel Diosleguarde        | Salamanca (6 de mayo de 1995)                        | Ledesma (3 de mayo de 2018)                                                   | 2°               | Jesús Talaván                  | Banderillero | Lidió al 4º   |
| Manuel Diosleguarde        | Salamanca (6 de mayo de 1995)                        | Ledesma (3 de mayo de 2018)                                                   | 2°               | José Andrés Gonzalo            | Banderillero |               |
| Diego San Román            | Querétaro, México (10 de noviembre de 1995)          | León, México (28 de enero de 2018) Las Ventas (1 de mayo de 2019)             | 8º               | Miguel Ángel Muñoz             | Picador      | Picó al 1º    |
| Diego San Román            | Querétaro, México (10 de noviembre de 1995)          | León, México (28 de enero de 2018) Las Ventas (1 de mayo de 2019)             | 8º               | Tito Sandoval                  | Picador      | Picó al 3º    |
| Diego San Román            | Querétaro, México (10 de noviembre de 1995)          | León, México (28 de enero de 2018) Las Ventas (1 de mayo de 2019)             | 8º               | Pablo Gallego                  | Banderillero | Lidió al 1º   |
| Diego San Román            | Querétaro, México (10 de noviembre de 1995)          | León, México (28 de enero de 2018) Las Ventas (1 de mayo de 2019)             | 8º               | David Blázquez                 | Banderillero | Lidió al 3º   |
| Diego San Román            | Querétaro, México (10 de noviembre de 1995)          | León, México (28 de enero de 2018) Las Ventas (1 de mayo de 2019)             | 8º               | Diego Valladar                 | Banderillero |               |
| Raphaël Raucoule "El Rafi" | Nimes, Francia (3 de septiembre de 1999)             | Arles, Francia (1 de abril de 2018) Las Ventas (27 de septiembre de 2019)     | 12º              | Germán González Barrera        | Picador      | Picó al 2º    |
| Raphaël Raucoule "El Rafi" | Nimes, Francia (3 de septiembre de 1999)             | Arles, Francia (1 de abril de 2018) Las Ventas (27 de septiembre de 2019)     | 12º              | Nicolás Bertoli                | Picador      | Picó al 4º    |
| Raphaël Raucoule "El Rafi" | Nimes, Francia (3 de septiembre de 1999)             | Arles, Francia (1 de abril de 2018) Las Ventas (27 de septiembre de 2019)     | 12º              | Manuel Rodríguez "Mambrú"      | Banderillero | Lidió al 2º   |
| Raphaël Raucoule "El Rafi" | Nimes, Francia (3 de septiembre de 1999)             | Arles, Francia (1 de abril de 2018) Las Ventas (27 de septiembre de 2019)     | 12º              | Morenito de Arles              | Banderillero | Lidió al 4º   |
| Raphaël Raucoule "El Rafi" | Nimes, Francia (3 de septiembre de 1999)             | Arles, Francia (1 de abril de 2018) Las Ventas (27 de septiembre de 2019)     | 12º              | David Sánchez                  | Banderillero |               |
| Fuentes:                   |                                                      |                                                                               |                  |                                |              |               |

## Ganaderías
En la siguiente tabla se muestran las veinticuatro ganaderías que participaron en la Gira de Reconstrucción. En la configuración de los carteles se apostó por la variedad de encastes, repartiendo en los veintiún festejos programados un total de seis encastes: Domecq, Murube-Urquijo, Núñez, Santa Coloma, Cabrera y Albaserrada.
| Hierro y divisa | Ganadería               | Encaste                                           | Procedencia                                                              | Antigüedad               | Ubicación                                            | Corrida presentada | Observaciones                                           |
| --------------- | ----------------------- | ------------------------------------------------- | ------------------------------------------------------------------------ | ------------------------ | ---------------------------------------------------- | ------------------ | ------------------------------------------------------- |
|                 | Alcurrucén              | Núñez                                             | Carlos Núñez                                                             | 18 de junio de 1989      | Navalmoral de la Mata, Provincia de Cáceres          | Toros              |                                                         |
|                 | Ángel Sánchez y Sánchez | Murube-Urquijo                                    | Murube-Urquijo                                                           | 6 de octubre de 2018     | Monterrubio de la Sierra, Provincia de Salamanca     | Rejones            |                                                         |
|                 | Carmen Lorenzo          | Murube-Urquijo                                    | Murube-Urquijo                                                           | 1 de enero de 1970       | San Pelayo de Guareña, Provincia de Salamanca        | Rejones            |                                                         |
|                 | Daniel Ruiz             | Juan Pedro Domecq, línea Jandilla                 | Jandilla                                                                 | 20 de septiembre de 1914 | Alcaraz, Provincia de Albacete                       | Toros              |                                                         |
|                 | Domingo Hernández       | Juan Pedro Domecq, línea Juan Pedro Domecq Solís  | Juan Pedro Domecq Solís                                                  | Sin antigüedad           | Pozos de Hinojo, Salamanca                           | Toros              |                                                         |
|                 | El Capea                | Murube-Urquijo                                    | Murube-Urquijo                                                           | 11 de julio de 1875      | San Pelayo de Guareña, Provincia de Salamanca        | Rejones            |                                                         |
|                 | El Parralejo            | Juan Pedro Domecq, línea Jandilla                 | Jandilla                                                                 | 11 de mayo de 2015       | Aracena, Provincia de Huelva                         | Toros              |                                                         |
|                 | El Pilar                | Juan Pedro Domecq, línea Aldeanueva-El Raboso     | Aldeanueva                                                               | 30 de junio de 1991      | Tamames, Provincia de Salamanca                      | Novillada          |                                                         |
|                 | Fermín Bohórquez        | Murube-Urquijo                                    | Murube-Urquijo                                                           | 17 de mayo de 1951       | Jerez de la Frontera, Provincia de Cádiz             | Rejones            |                                                         |
|                 | Fuente Ymbro            | Juan Pedro Domecq, línea Jandilla                 | Jandilla                                                                 | 17 de marzo de 2002      | San José del Valle, Provincia de Cádiz               | Toros              |                                                         |
|                 | Garcigrande             | Juan Pedro Domecq, línea Juan Pedro Domecq Solís  | Juan Pedro Domecq Solís                                                  | 29 de junio de 1982      | Alaraz, Salamanca                                    | Toros              |                                                         |
|                 | Hnos. García Jiménez    | Juan Pedro Domecq, línea Juan Pedro Domecq y Díez | Juan Pedro Domecq y Díez                                                 | Sin antigüedad           | El Cabaco, Provincia de Salamanca                    | Toros              |                                                         |
|                 | Jandilla                | Juan Pedro Domecq, línea Jandilla                 | Juan Pedro Domecq y Díez                                                 | 3 de mayo de 1951        | Mérida, Provincia de Badajoz                         | Toros              |                                                         |
|                 | Juan Pedro Domecq       | Juan Pedro Domecq, línea Juan Pedro Domecq y Díez | Juan Pedro Domecq y Díez                                                 | 2 de agosto de 1970      | El Castillo de las Guardas, Provincia de Sevilla     | Toros              |                                                         |
|                 | La Quinta               | Santa Coloma, línea Buendía                       | Conde de Santa Coloma - Joaquín Buendía Peña                             | 18 de abril de 1831      | Palma del Río, Provincia de Córdoba                  | Toros              |                                                         |
|                 | Luis Algarra            | Juan Pedro Domecq, línea Juan Pedro Domecq y Díez | Juan Pedro Domecq y Díez                                                 | 22 de mayo de 1983       | Almadén de la Plata, Provincia de Sevilla            | Novillada          |                                                         |
|                 | Miura                   | Casta Cabrera                                     | Miura                                                                    | 30 de abril de 1849      | Lora del Río, Provincia de Sevilla                   | Toros              |                                                         |
|                 | Montalvo                | Juan Pedro Domecq, línea Jandilla                 | Casta Jijona Daniel Ruiz - Zalduendo                                     | 6 de octubre de 1926     | Matilla de los Caños del Río, Provincia de Salamanca | Toros              |                                                         |
|                 | Núñez del Cuvillo       | Juan Pedro Domecq, línea Osborne                  | Osborne Torrealta Marqués de Domecq Sayalero y Bandrés Juan Pedro Domecq | 13 de mayo de 1991       | Vejer de la Frontera, Provincia de Cádiz             | Toros              |                                                         |
|                 | Olga Jiménez            | Juan Pedro Domecq, línea Juan Pedro Domecq y Díez | Hnos. García Jiménez                                                     | Sin antigüedad           | El Cabaco, Provincia de Salamanca                    | Toros              |                                                         |
|                 | Puerto de San Lorenzo   | Atanasio Fernández, línea Lisardo Sánchez         | Atanasio Fernández - Lisardo Sánchez                                     | 25 de abril de 1982      | Tamames, Provincia de Salamanca                      | Novillada          | Inicialmente estuvo anunciado el hierro de Torrestrella |
|                 | Santiago Domecq         | Juan Pedro Domecq, línea Juan Pedro Domecq y Díez | Juan Pedro Domecq y Díez Carlos Núñez Torrestrella                       | 9 de abril de 1961       | Jerez de la Frontera, Cádiz                          | Toros              |                                                         |
|                 | Victorino Martín        | Albaserrada                                       | Marqués de Albaserrada                                                   | 29 de mayo de 1919       | Portezuelo, Provincia de Cáceres                     | Toros              |                                                         |
|                 | Zalduendo               | Juan Pedro Domecq, línea Jandilla                 | Jandilla                                                                 | 14 de julio de 1817      | Aliseda, Provincia de Cáceres                        | Toros              |                                                         |
| Fuentes:        |                         |                                                   |                                                                          |                          |                                                      |                    |                                                         |

## Resultados de las ganaderías
A lo largo de la Gira de Reconstrucción las ganaderías participantes han arrojado los siguientes datos:
| Ganadería                                                        | Toro   | Toro         | Toro   | Toro    | Toro  | Toro | Toro                       | Lidia                        | Lidia      | Premio al toro         | Observaciones                                                            |
| Ganadería                                                        | N.º    | Nombre       | Número | Tipo    | Año   | Peso | Capa                       | Lidiador                     | día        | Premio al toro         | Observaciones                                                            |
| ---------------------------------------------------------------- | ------ | ------------ | ------ | ------- | ----- | ---- | -------------------------- | ---------------------------- | ---------- | ---------------------- | ------------------------------------------------------------------------ |
| Santiago Domecq                                                  | 1º     | Cervatillo   | 40     | Toro    | 12/15 | -    | Negro mulato               | Manuel Escribano             | 24-09-2020 | Ovación                |                                                                          |
| Santiago Domecq                                                  | 2º     | Pantera      | 92     | Toro    | 03/16 | -    | Cárdeno                    | Román Collado                | 24-09-2020 | Silencio               |                                                                          |
| Santiago Domecq                                                  | 3º     | Contento     | 21     | Toro    | 10/15 | -    | Sardo                      | Manuel Escribano             | 24-09-2020 | Silencio               |                                                                          |
| Santiago Domecq                                                  | 4º     | Emperador    | 5      | Toro    | 03/16 | -    | Negro listón               | Román Collado                | 24-09-2020 | Vuelta al ruedo        |                                                                          |
| Juan Pedro Domecq                                                | 1º     | Pícaro       | 74     | Toro    | 02/16 | -    | Negro mulato               | Enrique Ponce                | 25-09-2020 | Silencio               |                                                                          |
| Juan Pedro Domecq                                                | 2º     | Sobresalto   | 109    | Toro    | 12/15 | -    | Castaño                    | Curro Díaz                   | 25-09-2020 | Silencio               |                                                                          |
| Juan Pedro Domecq                                                | 3º     | Puntillito   | 178    | Toro    | 03/16 | -    | Castaño                    | Enrique Ponce                | 25-09-2020 | Silencio               |                                                                          |
| Juan Pedro Domecq                                                | 4º     | Locuelo      | 165    | Toro    | 01/16 | -    | Negro mulato               | Curro Díaz                   | 25-09-2020 | Palmas en el arrastre  |                                                                          |
| Garcigrande y Domingo Hernández (4º)                             | 1º     | Gavilán      | 3      | Toro    | 01/16 | -    | Castaño claro              | El Juli                      | 01-10-2020 |                        |                                                                          |
| Garcigrande y Domingo Hernández (4º)                             | 2º     | Maniatado    | 110    | Toro    | 09/15 | -    | Negro mulato               | Álvaro Lorenzo               | 01-10-2020 |                        |                                                                          |
| Garcigrande y Domingo Hernández (4º)                             | 3º     | Bizarro      | 28     | Toro    | 01/16 | -    | Negro                      | El Juli                      | 01-10-2020 |                        |                                                                          |
| Garcigrande y Domingo Hernández (4º)                             | 4º     | Madrileño    | 80     | Toro    | 10/15 | -    | Negro chorreado            | Álvaro Lorenzo               | 01-10-2020 |                        |                                                                          |
| Daniel Ruiz                                                      | 1º     | Tirachinas   | 72     | Toro    | 01/16 | -    | Castaño claro              | Paco Ureña                   | 02-10-2020 |                        |                                                                          |
| Daniel Ruiz                                                      | 2º     | Rebujano     | 67     | Toro    | 01/16 | -    | Negro                      | Jorge Isiegas                | 02-10-2020 |                        |                                                                          |
| Daniel Ruiz                                                      | 3º     | Tirano       | 77     | Toro    | 10/15 | -    | Negro                      | Paco Ureña                   | 02-10-2020 |                        |                                                                          |
| Daniel Ruiz                                                      | 4º     | Morisqueto   | 88     | Toro    | 03/16 | -    | Negro                      | Jorge Isiegas                | 02-10-2020 |                        |                                                                          |
| Hnos. García Jiménez y Olga Jiménez (2º)                         | 1º     | Carcelero    | 59     | Toro    | 03/16 | -    | Negro                      | El Fandi                     | 08-10-2020 |                        |                                                                          |
| Hnos. García Jiménez y Olga Jiménez (2º)                         | 2º     | Catavino     | 127    | Toro    | 03/16 | -    | Castaño salpicado          | López Simón                  | 08-10-2020 |                        |                                                                          |
| Hnos. García Jiménez y Olga Jiménez (2º)                         | 3º     | Virrey       | 42     | Toro    | 03/16 | -    | Colorado                   | El Fandi                     | 08-10-2020 |                        |                                                                          |
| Hnos. García Jiménez y Olga Jiménez (2º)                         | 4º     | Ateo         | 43     | Toro    | 03/16 | -    | Colorado                   | López Simón                  | 08-10-2020 |                        |                                                                          |
| Zalduendo                                                        | 1º     | Baldío       | 171    | Toro    | 04/16 | -    | Negro                      | Finito de Córdoba            | 09-10-2020 |                        |                                                                          |
| Zalduendo                                                        | 2º     | Zumaquero    | 40     | Toro    | 05/16 | -    | Negro mulato               | Luis Bolívar                 | 09-10-2020 |                        |                                                                          |
| Zalduendo                                                        | 3º     | Doctor       | 188    | Toro    | 02/16 | -    | Negro                      | Finito de Córdoba            | 09-10-2020 | Indultado              |                                                                          |
| Zalduendo                                                        | 4º     | Róbalo       | 97     | Toro    | 05/16 | -    | Negro                      | Luis Bolívar                 | 09-10-2020 |                        |                                                                          |
| Carmen Lorenzo y El Capea (4º)                                   | 1º     | Canastito    | 30     | Rejones | 09/15 | 505  | Negro entrepelado          | Pablo Hermoso de Mendoza     | 15-10-2020 |                        |                                                                          |
| Carmen Lorenzo y El Capea (4º)                                   | 2º     | Saeta        | 11     | Rejones | 08/15 | 558  | Negro bragado              | Guillermo Hermoso de Mendoza | 15-10-2020 |                        |                                                                          |
| Carmen Lorenzo y El Capea (4º)                                   | 3º     | Pesetero     | 57     | Rejones | 02/16 | 517  | Negro                      | Pablo Hermoso de Mendoza     | 15-10-2020 |                        |                                                                          |
| Carmen Lorenzo y El Capea (4º)                                   | 4º     | Ignorado     | 7      | Rejones | 12/15 | 525  | Negro bragado              | Guillermo Hermoso de Mendoza | 15-10-2020 |                        |                                                                          |
| El Parralejo                                                     | 1º     | Insólito     | 47     | Toro    | 10/16 | -    | Negro                      | Juan Leal                    | 22-10-2020 |                        |                                                                          |
| El Parralejo                                                     | 2º     | Fuguilla     | 85     | Toro    | 10/16 | -    | Castaño bragado            | Ginés Marín                  | 22-10-2020 |                        |                                                                          |
| El Parralejo                                                     | 3º     | Buenaire     | 68     | Toro    | 02/16 | -    | Castaño                    | Juan Leal                    | 22-10-2020 |                        |                                                                          |
| El Parralejo                                                     | 4º     | Cañaílla     | 80     | Toro    | 02/16 | -    | Castaño                    | Ginés Marín                  | 22-10-2020 |                        |                                                                          |
| Fuente Ymbro                                                     | 1º     | Malicioso    | 118    | Toro    | 07/16 | -    | Castaño                    | Miguel Ángel Perera          | 23-10-2020 |                        |                                                                          |
| Fuente Ymbro                                                     | 2º     | Taranto      | 149    | Toro    | 07/16 | -    | Negro listón               | José Garrido                 | 23-10-2020 |                        |                                                                          |
| Fuente Ymbro                                                     | 3º     | Retama       | 22     | Toro    | 02/16 | -    | Negro                      | Miguel Ángel Perera          | 23-10-2020 | Vuelta al ruedo        |                                                                          |
| Fuente Ymbro                                                     | 4º     | Zalagarda    | 10     | Toro    | 03/16 | -    | Castaño claro              | José Garrido                 | 23-10-2020 |                        |                                                                          |
| Hdros. de Ángel Sánchez y Sánchez                                | 1º     | Bailador     | 52     | Rejones | 03/16 | -    | Negro                      | Leonardo Hernández           | 25-10-2020 | Silencio               |                                                                          |
| Hdros. de Ángel Sánchez y Sánchez                                | 2º     | Sevillano    | 11     | Rejones | 09/15 | -    | Negro                      | Lea Vicens                   | 25-10-2020 |                        |                                                                          |
| Hdros. de Ángel Sánchez y Sánchez                                | 3º     | Ranito       | 27     | Rejones | 10/15 | -    | Negro                      | Leonardo Hernández           | 25-10-2020 |                        |                                                                          |
| Hdros. de Ángel Sánchez y Sánchez                                | 4º     | Bailador     | 55     | Rejones | 04/16 | -    | Negro                      | Lea Vicens                   | 25-10-2020 |                        |                                                                          |
| Alcurrucén                                                       | 1º     | Chavito      | 68     | Toro    | 12/15 | -    | Colorado lucero            | Luis David Adame             | 25-10-2020 |                        |                                                                          |
| Alcurrucén                                                       | 2º     | Rector       | 137    | Toro    | 02/16 | -    | Colorado bragado           | Joaquín Galdós               | 25-10-2020 |                        |                                                                          |
| Alcurrucén                                                       | 3º     | Peleón       | 135    | Toro    | 12/14 | -    | Negro lucero               | Luis David Adame             | 25-10-2020 |                        |                                                                          |
| Alcurrucén                                                       | 4º     | Rompersurcos | 132    | Toro    | 12/14 | -    | Castaño                    | Joaquín Galdós               | 25-10-2020 | Pitos en el arrastre   |                                                                          |
| Núñez del Cuvillo                                                | 1º     | -            |        | Toro    |       |      |                            | Diego Urdiales               | 30-10-2020 |                        | Corrida suspendida                                                       |
| Núñez del Cuvillo                                                | 2º     | -            |        | Toro    |       |      |                            | David de Miranda             | 30-10-2020 |                        | Corrida suspendida                                                       |
| Núñez del Cuvillo                                                | 3º     | -            |        | Toro    |       |      |                            | Diego Urdiales               | 30-10-2020 |                        | Corrida suspendida                                                       |
| Núñez del Cuvillo                                                | 4º     | -            |        | Toro    |       |      |                            | David de Miranda             | 30-10-2020 |                        | Corrida suspendida                                                       |
| Jandilla                                                         | 1º     | -            |        | Toro    |       |      |                            | Pablo Aguado                 | 31-10-2020 |                        | Corrida suspendida                                                       |
| Jandilla                                                         | 2º     | -            |        | Toro    |       |      |                            | Rafa Serna                   | 31-10-2020 |                        | Corrida suspendida                                                       |
| Jandilla                                                         | 3º     | -            |        | Toro    |       |      |                            | Pablo Aguado                 | 31-10-2020 |                        | Corrida suspendida                                                       |
| Jandilla                                                         | 4º     | -            |        | Toro    |       |      |                            | Rafa Serna                   | 31-10-2020 |                        | Corrida suspendida                                                       |
| La Quinta                                                        | 1º     | Mielero      | 112    | Toro    | 16    | 501  | Cárdeno bragado            | Morenito de Aranda           | 07-11-2020 | Silencio               |                                                                          |
| La Quinta                                                        | 2º     | Coquinero    | 66     | Toro    | 16    | 498  | Negro bragado              | Emilio de Justo              | 07-11-2020 | Silencio               |                                                                          |
| La Quinta                                                        | 3º     | Peluquín     | 31     | Toro    | 16    | 520  | Cárdeno oscuro             | Morenito de Aranda           | 07-11-2020 | Vuelta al ruedo        |                                                                          |
| La Quinta                                                        | 4º     | Ballestero   | 22     | Toro    | 16    | 518  | Cárdeno bragado            | Emilio de Justo              | 07-11-2020 | Ovación en al arrastre |                                                                          |
| Fermín Bohórquez                                                 | 1º     | Tumbado      | 4      | Rejones | 1/16  | 506  | Negro bragado              | Andy Cartagena               | 08-11-2020 | Silencio               |                                                                          |
| Fermín Bohórquez                                                 | 2º     | Rumbero      | 110    | Rejones | 2/16  | 509  | Negro                      | Sergio Galán                 | 08-11-2020 | Silencio               |                                                                          |
| Fermín Bohórquez                                                 | 3º     | Ubicador     | 101    | Rejones | 4/16  | 510  | Negro bragado              | Andy Cartagena               | 08-11-2020 | Silencio               |                                                                          |
| Fermín Bohórquez                                                 | 4º     | Vocinerro    | 132    | Rejones | 11/16 | 532  | Negro                      | Sergio Galán                 | 08-11-2020 | Silencio               |                                                                          |
| Montalvo                                                         | 1º     | Telégrafo    | 33     | Toro    | 12/15 | 539  | Negro                      | Daniel Luque                 | 08-11-2020 | Silencio               |                                                                          |
| Montalvo                                                         | 2º     | Laborioso    | 48     | Toro    | 12/15 | 540  | Negro                      | Jiménez Fortes               | 08-11-2020 | Silencio               |                                                                          |
| Montalvo                                                         | 3º     | Retoño       | 38     | Toro    | 11/15 | 517  | Negro                      | Daniel Luque                 | 08-11-2020 | Silencio               |                                                                          |
| Montalvo                                                         | 4º     | Hacendoso    | 46     | Toro    | 12/15 | 527  | Negro                      | Jiménez Fortes               | 08-11-2020 | Silencio               |                                                                          |
| Luis Algarra                                                     | 1º     | Lentejito    | 34     | Novillo | 02/17 | -    | Negro                      | Rafael González              | 14-11-2020 | Palmas                 |                                                                          |
| Luis Algarra                                                     | 2º     | Campeón      | 84     | Novillo | 03/17 | -    | Castaño                    | Tomás Rufo                   | 14-11-2020 | Silencio               |                                                                          |
| Luis Algarra                                                     | 3º     | Olivito      | 26     | Novillo | 12/16 | -    | Negro burraco              | Rafael González              | 14-11-2020 | Ovación                |                                                                          |
| Luis Algarra                                                     | 4º     | Rabioso      | 66     | Novillo | 01/17 | -    | Negro burraco              | Tomás Rufo                   | 14-11-2020 | Palmas                 |                                                                          |
| El Pilar                                                         | 1º     | Campito      | 72     | Novillo | -     | -    | Negro chorreado            | Francisco Montero            | 15-11-2020 | Palmas                 |                                                                          |
| El Pilar                                                         | 2º Bis | Mirillo      | 95     | Novillo | -     | -    | Negro                      | Manuel Diosleguarde          | 15-11-2020 | Silencio               | El segundo, Renacuajito, 142, fue apuntillado tras lesionarse de salida. |
| El Pilar                                                         | 3º     | Lironito     | 32     | Novillo | -     | -    | Negro                      | Francisco Montero            | 15-11-2020 | Ovación                |                                                                          |
| El Pilar                                                         | 4º     | Cigarroso    | 63     | Novillo | -     | -    | Negro mulato               | Manuel Diosleguarde          | 15-11-2020 | Palmas                 |                                                                          |
| Puerto de San Lorenzo (4º) y La Ventana del Puerto (1º, 2º y 3º) | 1º     | Orfebre      | 51     | Novillo | 05/17 | -    | Negro mulato               | Diego San Román              | 15-11-2020 | Palmas                 |                                                                          |
| Puerto de San Lorenzo (4º) y La Ventana del Puerto (1º, 2º y 3º) | 2º     | Engosillo    | 19     | Novillo | 03/17 | -    | Castaño claro              | El Rafi                      | 15-11-2020 | Vuelta al ruedo        |                                                                          |
| Puerto de San Lorenzo (4º) y La Ventana del Puerto (1º, 2º y 3º) | 3º     | Inspector    | 64     | Novillo | 12/16 | -    | Negro mulato               | Diego San Román              | 15-11-2020 |                        |                                                                          |
| Puerto de San Lorenzo (4º) y La Ventana del Puerto (1º, 2º y 3º) | 4º     | Langosto     | 122    | Novillo | 12/16 | -    | Negro mulato               | El Rafi                      | 15-11-2020 |                        |                                                                          |
| Miura                                                            | 1º     | Amapolo      | 18     | Toro    | 01/15 | 578  | Cárdeno oscuro             | Pepe Moral                   | 21-11-2020 | Ovación                |                                                                          |
| Miura                                                            | 2º     | Berruga      | 68     | Toro    | 02/15 | 601  | Negro entrepelado          | Gómez del PIlar              | 21-11-2020 | Ovación                |                                                                          |
| Miura                                                            | 3º     | Arenero      | 34     | Toro    | 12/14 | 577  | Cárdeno oscuro             | Pepe Moral                   | 21-11-2020 | Palmas                 |                                                                          |
| Miura                                                            | 4º     | Rayito       | 75     | Toro    | 02/15 | 593  | Negro mulati bragado meano | Gómez del PIlar              | 21-11-2020 | Palmas                 |                                                                          |
| Victorino Martín                                                 | 1º     | Mercenario   | 76     | Toro    | 01/15 | 534  | Negro entrepelado          | Octavio Chacón               | 22-11-2020 | Ovación                |                                                                          |
| Victorino Martín                                                 | 2º     | Mosaico      | 39     | Toro    | 12/14 | 542  | Negro entrepelado          | Rubén Pinar                  | 22-11-2020 | Ovación                |                                                                          |
| Victorino Martín                                                 | 3º     | Bombardero   | 30     | Toro    | 12/14 | 551  | Negro entrepelado          | Octavio Chacón               | 22-11-2020 |                        |                                                                          |
| Victorino Martín                                                 | 4º     | Minueto      | 78     | Toro    | 12/14 | 543  | Negro entrepelado          | Rubén Pinar                  | 22-11-2020 |                        |                                                                          |
| Fuentes:                                                         |        |              |        |         |       |      |                            |                              |            |                        |                                                                          |

## Premios
La Fundación del Toro de Lidia, como parte promotora de la Gira de Reconstrucción, constituyó unos premios para ensalzar la labor de las cuadrillas así de los ganaderos actuantes en cada uno de los festejos. Por esta razón, se crearon unos galardones con cuatro modalidades, puestos a reconocer: el mejor par de banderillas, la mejor brega, el mejor toro y el mejor puyazo de cada una de las tardes en la que tuvieran lugar los festejos de este circuito.
Como parte del jurado encargado de fallar los premios la organización contó con el comentarista taurino Máximo Pérez; el presidente de la comisión jurídica de la Fundación del Toro de Lidia, Lorenzo Clemente; el periodista Gonzalo Bienvenida; la presidenta de la Plaza de toros de Granada, Ana Belén Álvarez; así como la veterinario taurina Lorena de la Fuente.

### Relación de premiados
| Día                               | Mejor puyazo  | Mejor brega               | Mejor par de banderillas | Mejor toro           |
| --------------------------------- | ------------- | ------------------------- | ------------------------ | -------------------- |
| 25 de octubre de 2020             | Óscar Bernal  | Tomás López               | Roberto Martín "Jarocho" | Chavito, número 68   |
| 7 de noviembre de 2020            | Juan Bernal   | José Manuel Zamorano      | Andrés Revuelta          | Peluquín, número 33  |
| 8 de noviembre de 2020            | Antonio Muñoz | José Antonio Carretero    | Raúl Ruiz                | Laborioso, número 48 |
| 14 de noviembre de 2020           | Manuel Sayago | José Manuel Zamorano      | Fernando Sánchez         | Olivito, número 26   |
| 15 de noviembre de 2020 (Matinal) | Ángel Rivas   | Jesús Talaván             | Elías Martín             | Cigarroso, 63        |
| 15 de noviembre de 2020           | Tito Sandoval | Manuel Rodríguez "Mambrú" | Pablo Gallego            | Engosillo, 19        |
| 21 de noviembre de 2020           | Pepe Aguado   | Rafael González           | Vicente Varela           | Amapolo, 18          |
| Fuentes:                          |               |                           |                          |                      |